# 国鉄キハ183系気動車
キハ183系気動車（キハ183けいきどうしゃ）は、日本国有鉄道（国鉄）が開発した特急形気動車である。国鉄分割民営化後は北海道旅客鉄道（JR北海道）が継承し、さらに増備が行われた。
なお、九州旅客鉄道（JR九州）ものちに本系列に区分される特急形車両を導入しているが、これについてはJR九州キハ183系気動車を参照のこと。

## 概要
従来の特急形気動車の仕様を再検討し、諸設備の機能向上と耐寒耐雪機能に留意した北海道専用車両として開発された系列である。
北海道内各系統の特急列車は1961年（昭和36年）10月1日以来キハ80系気動車を使用してきた。同系列は「北斗」「おおぞら」「おおとり」などの道内特急列車網を確立し長期にわたって使用されてきたが、1975年（昭和50年）頃から接客設備の陳腐化と酷寒地運用ゆえの故障多発・損耗が顕在化し、取替えが喫緊の課題とされた。後継車両の計画に際しては北海道内での使用に留意し、キハ181系気動車をベースに厳しい気象条件に適合した「雪と寒さに強い」特急形気動車として開発が進められ、1979年（昭和54年）にキハ183系の先行試作車（900番台）が完成した。1980年（昭和55年）から1年半の試用の後、1981年（昭和56年）10月1日から量産車（基本番台）の使用を開始した。
1986年（昭和61年）11月1日の国鉄最後のダイヤ改正で、各部の大規模な設計変更がなされた500・1500番台（N183系）が投入され、キハ80系を完全に淘汰した。JR北海道移行後の1988年（昭和63年）3月13日には走行性能の向上に留意した550・1550番台（NN183系）を投入し、道内特急列車の高速化と設備水準向上を実現した。
2001年（平成13年）から経年の進んだ車両が順次淘汰されていたものの、使用路線の実情を考慮した仕様変更や改造も多数なされ、2023年（令和5年）まで道内各路線の特急列車に使用されていた。
2021年にはタイ国有鉄道が17両の無償譲渡を受けること（輸送費はタイ国鉄負担）や、2023年にはコンゴ民主共和国へ7両が輸送されたことが報道されており、東南アジアやアフリカで再運行される車両もある。

### 凡例
- 製造…新潟：新潟鐵工所、富士：富士重工業（現・SUBARU）、日立：日立製作所
- 配置…函館：函館運輸所[注 3]、札幌：札幌運転所[注 4]、苗穂：苗穂運転所[注 5]、釧路：釧路運輸車両所
- 改造…五稜郭：五稜郭車両所、苗穂工：苗穂工場、釧路：釧路運輸車両所

## 区分別概説

### 初期型

#### 900番台（試作車）
量産に先立って製造された試作車は900番台を付番され、1979年（昭和54年）に12両が製作された。
北海道内では長距離列車の運行体系を函館中心から札幌中心に転換する構想が具体化しつつあり、基本編成を7両、必要に応じ中間電源車を含む3両を挿入して最大10両編成とする運用方式が採られた。
特急気動車としてはキハ181系以来11年ぶりの新形式だったが、保守の省力化と信頼性の確保に鑑み、各部仕様は先行形式で実績のある構造を主軸に採用する方針が採られた。
量産移行後は仕様を統一する量産化改造がなされて量産車と完全に混用されていたが、老朽化や余剰のため2001年（平成13年）9月までに全車が廃車となった。

##### 車体（900番台）
同時期に試作された781系電車の仕様を踏襲した耐寒耐雪設備を有し、客室窓の天地寸法は本州以南向け特急形車両に比べ小さい。客用扉は各車とも片側1か所に片開きのものを設けた。
列車の分割併合を前提とせず、先頭車は特急形電車同様の高運転台式非貫通型で、着雪防止のため、直線と平面で構成され正面中位が前方に突出した「スラント形」と称される独特の前頭部形状を持つ。灯火類は正面下部左右に前照灯と標識灯を設けるほか、運転台直上部中央にも2灯の前照灯を設けた。外部塗色はクリーム4号 + 赤2号の国鉄特急形車両の標準配色である。
車体側面には非常時脱出用の非常扉を設け、客室窓は冷房故障時換気用の内傾式窓を片側2か所に装備する。機器用のハロン消火装置は自動と手動の2系統を装備する。
キハ183形・キハ184形は床下に最大4両分のサービス電源供給能力を有する発電ユニットを設置し、客室床上に放熱器等を納めた機器室が設けられた。

##### 走行装置（900番台）
駆動用エンジンとして各車に1基のディーゼル機関を搭載する。サービス電源供給用の発電ユニットの搭載・非搭載で駆動系の仕様が異なり、2種の系統がある。
発電ユニットを持つ形式（キハ183形・キハ184形）はキハ40系気動車の駆動系をベースとし、機関は出力220 PSの直列6気筒のDMF15HSAエンジンを搭載している。発電ユニットを持たない形式（キハ182形・キロ182形）はキハ66系気動車の駆動系をベースとし、機関はキハ181系気動車のDML30HSの出力を抑制（デチューン）した出力440 PSの「DML30HSI」エンジンを搭載している。
台車は車体直結（ダイレクトマウント）式のボルスタ付き空気ばね台車で、軸箱支持方式は円筒案内式である。軸ばねには雪の侵入を防ぐゴム被覆を設けるとともに、ボルスタと車体の間にボルスタアンカーと別にダンパを装備している。動力台車は1軸駆動のDT47形と2軸駆動のDT48形の2種があり、付随台車は各形式ともTR233形である。基礎ブレーキは踏面式の両抱き式ブレーキを採用している。
最高速度は基本番台と共に新製時は 100 km/h だったが、後に基本番台とともに対応工事が施され 110 km/h に引き上げられている。

##### 接客設備（900番台）
普通車の座席はR51形2人掛けの回転リクライニングシートで、座席間隔は 940 mm である。座席の配色はモケットが薄茶色、肘掛・フレーム部はロームブラウン（濃い茶色）。グリーン車キロ182形の座席はR27形で座席間隔は 1,160 mm である。座席の配色はモケットがワインレッド、フレーム部は灰色。そして窓には気動車としては初めて横引きカーテンが採用された。食堂車は製作されず、キロ182形の車販準備室で対応することとした。
トイレ・洗面所はキハ183形以外の全形式に設置し、キハ183形には業務用室、キロ182形には車掌室を設置している。
冷房装置は集中式の AU79X 形を屋根上の中央に1基搭載しており、通風・換気は各車の屋根上に冷房装置の前後に2基設置された「新鮮外気取入装置」によって行う。なお、キハ181系の中間車の屋根上に搭載されていたエンジンのラジエーターである放熱器は姿を消している。

##### 形式（900番台）

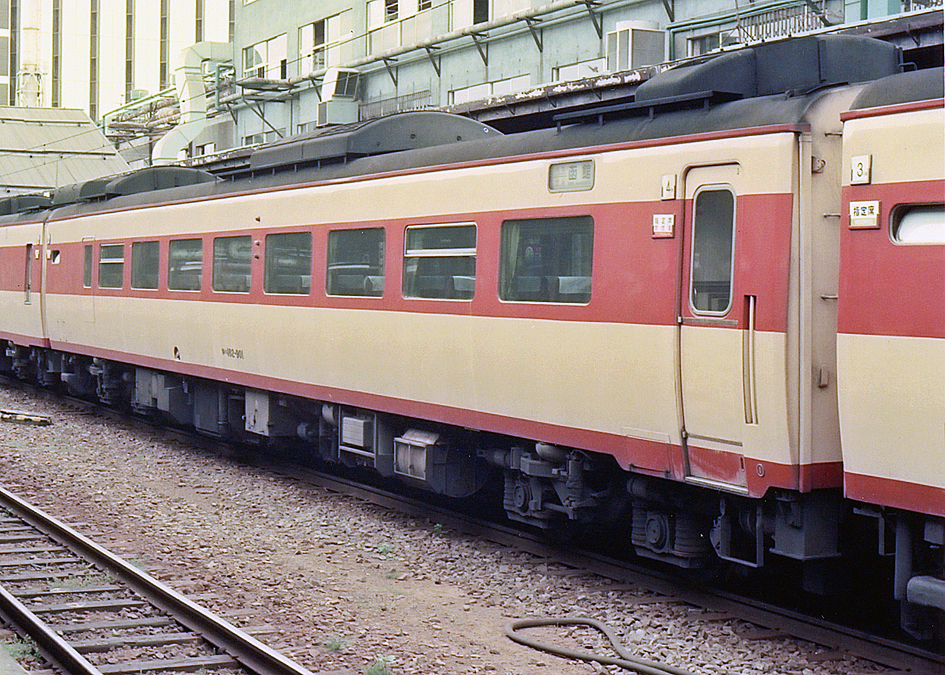
キハ182-901
（1986年 / 札幌駅）

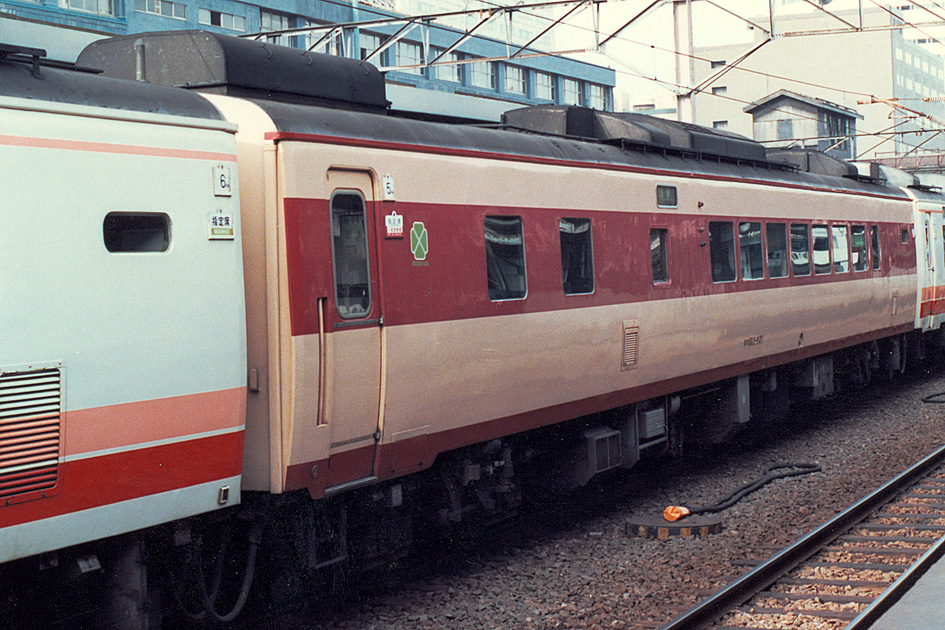
キロ182-901
（1986年 / 札幌駅）

キハ183形900番台 (901 - 904)
運転台を持つ普通車。耐寒耐雪構造を強化した非貫通高運転台式としており、前照灯は前面に2灯と運転台頭上に2灯の計4灯を配置している。前面には電動ロール式の大形ヘッドマークが装備され、その下部には密着自動連結器と強力な排障器（スカート）が設置されている。前位（運転台）側の床下にDMF15HSA-Gエンジンと出力180 kVAのDM82A発電機で構成された発電ユニット1基を搭載し、運転台後方には中央通路の両側にラジエーターを収めた機器室が設けられ、その両側側面には2枚の大型ルーバー、屋根上には2基の冷却ファンが並んで配置されている。ラジエーターとファンの一組は駆動用エンジンの物で、床下に、ラジエーターは無い。後位（デッキ）側の床下には駆動用のDMF15HSAエンジンを1基搭載しており、台車は前位側に付随台車のTR233形、後位側に1軸駆動のDT47形を装備している。便所・洗面所は設けず、後端には客室扉と業務用室が備えられている。定員40名。後位のジャンパ栓は両側に装備する「両渡り」構造で方向転換が可能である。
1979年（昭和54年）に4両が製作された。業務用窓は開閉が可能である。正面下部のスカートは裾部に折り曲げ加工がなされている。特急マークの両脇には車体色と同色の飾り帯が付く。
キハ182形900番台 (901 - 906)
編成の中間に組成される中間普通車。後位側に便所・洗面所を設け、定員は68名。床下にはDML30HSI機関1基を搭載しており、台車は2軸駆動のDT48形とTR233形を装備している。便所・洗面所の床上に水タンクを設置した。
1979年（昭和54年）に6両が製作された。
キハ184形900番台 (901)
中間普通車であるが、10両組成時において両先頭車の発電ユニットのみでは不足する給電量を確保するため、キハ183形と同様に床下に駆動用エンジン1基と発電ユニット1基を搭載した車両である、ラジエーターなどを収納する機器室を前位端の客室扉と客室の間に設けているが、機器室は片側に寄せられている。機器室側の側面には2枚の大型ルーバー、屋根上には冷却ファンが2基並んで配置されているが、ラジエーターを左右側面に振り分けたキハ183形に比べ、ラジエーターとルーバーの面積が拡大されている。客用通路は側廊下とし、側面に窓が設けられている。後位端には便所・洗面所と水タンクを設けている。台車は1軸駆動のDT47形とTR233形を装備している。
1979年（昭和54年）に1両が製作された。基本番台（量産車）と車体構造が異なり、定員は44名である。1985年（昭和60年）に発電セットを撤去のうえグリーン車キロ184形（キロ184-901）に改造、編入された。
キロ182形900番台 (901)
本系列のグリーン車である。座席1列ごとに狭窓が並んでおり。後位端には便所・洗面所、前位端には乗務員室と車販準備室を設けている。床下にはDML30HSI機関1基を搭載しており、台車は2軸駆動のDT48形とTR233形を装備している。
900番台（試作車）は1979年（昭和54年）に1両が製作された。客用扉は車体の前位端に設けており、客室側に向かう中央通路の左右に乗務員室と車販準備室を設けている。定員は40名である。
なお、新製時の車内の側壁面、床構造は基本番台（量産車）とは大きく仕様が異なっていた。量産化改造時に車販準備室を拡大し、仕様を量産車と統一したが、客用扉の移設は行われなかった。2001年（平成13年）に廃車となり区分消滅した。

#### 基本番台（初期量産車）
基本番台（初期量産車）は1981年（昭和56年） - 1983年（昭和58年）に4形式合計89両が製作された。消火装置は自動1系統のみに簡略化され、燃料タンクは使用距離を考慮して容量を削減した。1982年（昭和57年）の増備車からは便所に循環式汚物処理装置を搭載している。キハ283系・キハ261系1000番台といった後継車両の導入で順次廃車が進み、2018年（平成30年）度までに全車両が廃車となり番台区分が消滅した。

##### 車体（基本番台）
外観はキロ182形およびキハ184形に大幅な変更があった以外は試作車に準じたものとなる（詳細は後述）。キハ80系から特急気動車に装備されていた外開きの非常扉は廃止された。非常時の避難誘導方針改訂により非常扉から脱出する誘導法をやめて隣の車両へ誘導する方法に変更されたことや、氷雪の侵入による腐食の懸念があったためである。同時に、内傾式の換気用窓も腐食や結露の誘発などの問題があるため廃止された。また、車端ダンパも廃止される。石勝線の長大トンネル対策として新鮮外気取入装置の性能向上が行われ、外気導入ルーバーの面積が拡大された。戸閉め車側灯が縦長の形状となる。

##### 走行装置（基本番台）

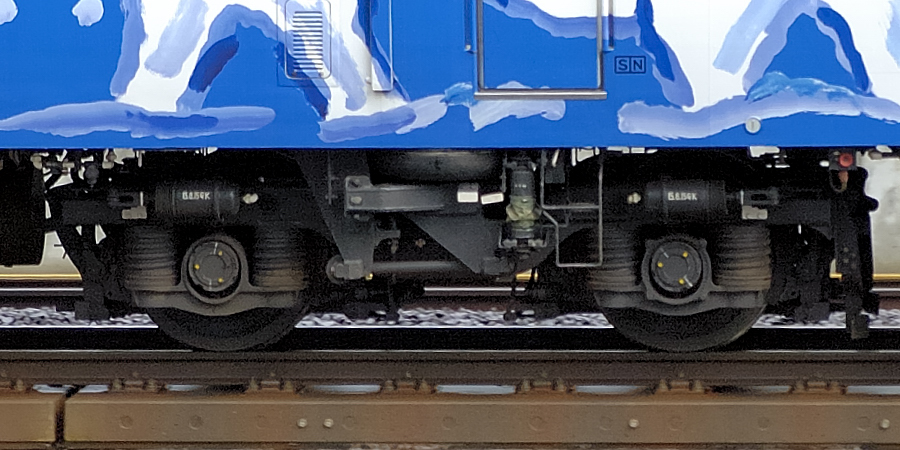
キハ183-3のTR233A形台車
（2007年10月20日 / 札幌駅）

駆動系の変更はないが、台車は軽量化されたDT47A形・DT48A形・TR233A形に変更された。
※形式毎の駆動系の仕様は下表のとおりである。
| 形式                | 機関 （定格出力）               | 液体変速機 | 台車             | 発電機関                      |
| ------------------- | ------------------------------- | ---------- | ---------------- | ----------------------------- |
| キハ183形 キハ184形 | DMF15HSA形 (220 PS / 1,600 rpm) | DW10形     | DT47A形 TR233A形 | DMF15HSA-G形 DM82形 (180 kVA) |
| キハ182形 キロ182形 | DML30HSI形 (440 PS / 1,600 rpm) | DW9A形     | DT48A形 TR233A形 | なし                          |

##### 接客設備（基本番台）
座席は配色を変更し普通車はモケット・肘掛がロームブラウン（こげ茶色）、フレーム部がクリーム色に変更される。
冷房装置は改良型の AU79 形を搭載する。

##### 形式（基本番台）

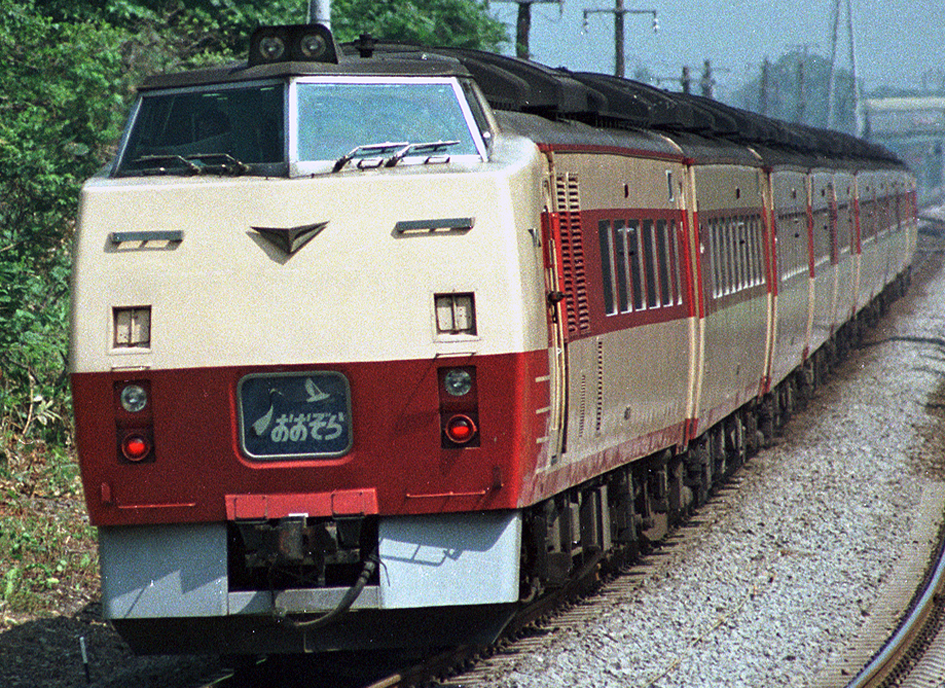
キハ183形0番台
特急「おおぞら」（1986年）

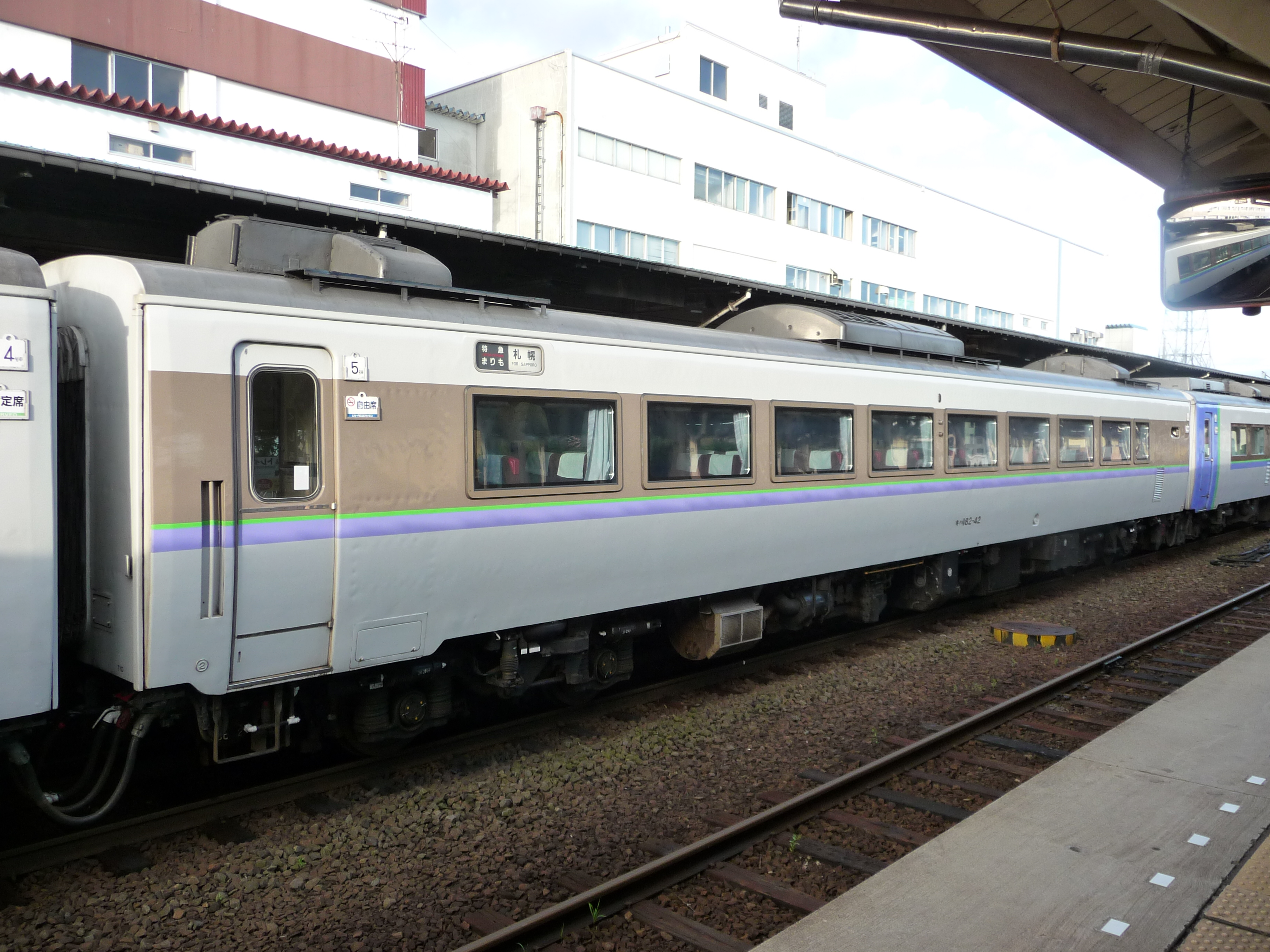
キハ182-42
（2008年8月 / 釧路駅）

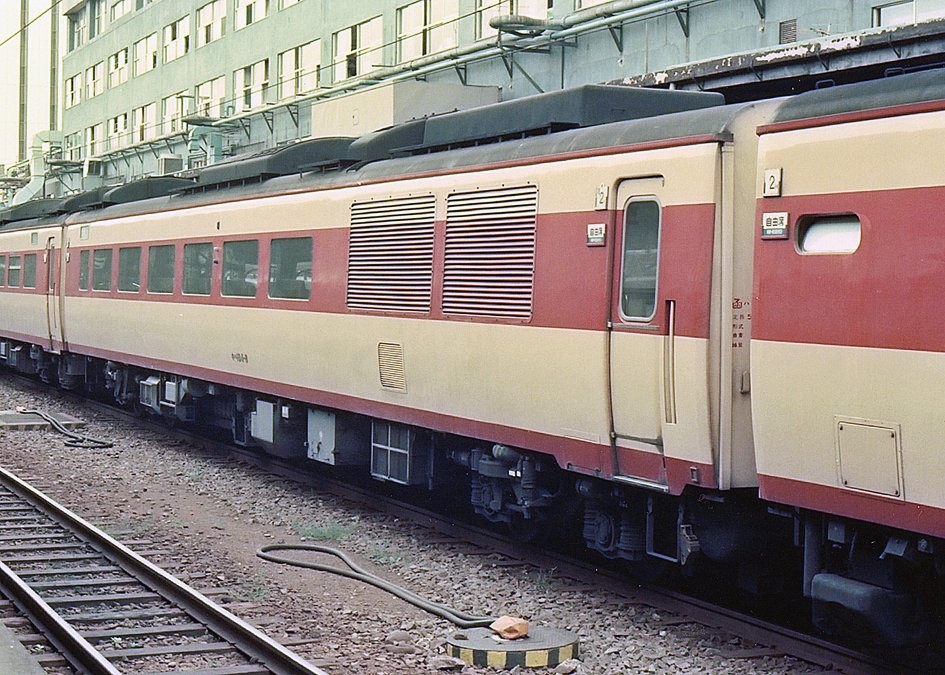
キハ184-8
（1986年 / 札幌駅）

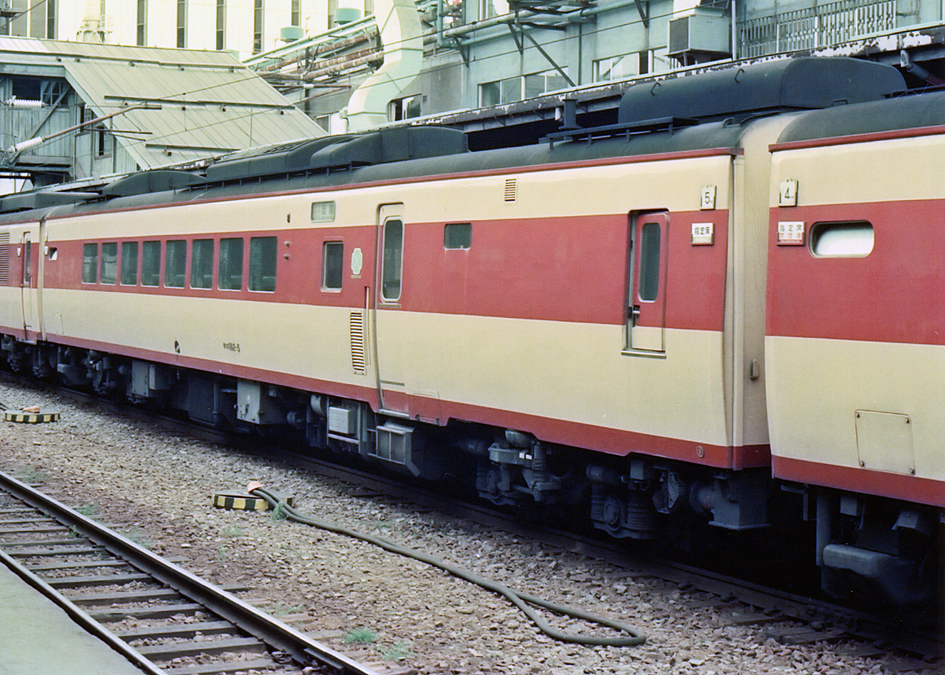
キロ182-5（1986年 / 札幌駅）

キハ183形0番台 (1 - 20)
1981年（昭和56年）から1983年（昭和58年）までに20両が製作された。業務用窓は固定式である。正面下部のスカートは裾部の折り曲げが無くなり簡素化された。また前面の飾り帯がステンレス製に変更された。「旭山動物園号」用に改造された2両 (3, 4) が最後まで残っていたが、いずれも2018年（平成30年）6月30日付で廃車となり区分消滅した。
キハ182形0番台 (1 - 48)
1981年（昭和56年）から1983年（昭和58年）までに48両が製作された。妻面と側面腰板部の通風口を大型化している。「旭山動物園号」用に改造された3両 (46 - 48) が最後まで残っていたが、いずれも2018年（平成30年）6月30日付で廃車となり区分消滅した。
キハ184形0番台 (1 - 11)
1981年（昭和56年）から1983年（昭和58年）までに11両が製作された。定員を確保するため、後位端に設けていた便所・洗面所と水タンクを省略して定員を52名に増加した。機器室は長さを 290 mm 拡大したほか、横の通路配置を変更してデッキ - 機器室間の仕切扉を廃止している。
1985年（昭和60年）に4両が運転台取付を行いキハ183形100番台に改造、他の7両も2007年（平成19年）度内に全て廃車され形式消滅した。
キロ182形0番台 (1 - 10)
1981年（昭和56年）から1983年（昭和58年）までに10両が製作された。供食設備の大幅な拡充が行われ、新幹線ビュッフェ車レベルの調理・厨房設備（コーヒーメーカー、流し台、電子レンジ、炊飯器等）および売店が設置された。車内では炊き立てのご飯がよそられたカレーライスやうな重の他にから揚げも提供されていた。
900番台（試作車）で前位端部にあった客室扉は車体中央部寄りに移設され、新たに車販室を独立設置して通路を片側に寄せた側廊下とし、搬入用の扉が設けられた。客室の定員は32名に減少している。座席のモケットは紫系統の配色とされた。
1996年（平成8年）に5両が車販室を普通客室に変更したキロハ182形へ改造、2001年（平成13年）までに4両が廃車された。最後まで残っていた1両（キロ182-9）も2018年（平成30年）7月31日付で廃車となり区分消滅した。

### 後期型

#### 500・1500番台（N183系）
国鉄分割民営化後のJR北海道の経営基盤整備を主目的とし、1986年に新潟鐵工所および富士重工業で36両が製作された。
性能と内装設備の向上および製造コスト低減を図り各部の仕様が変更され、車両番号は500番台、1500番台を付番して区別する。N183系、改良型とも称されるが、現在では後のNN183系と合わせ後期型と呼ぶ。
道内特急の短編成化を実施するにあたって基本番台の中間電源車キハ184形の運用法が再検討され、本区分のキハ183形は2種類が製作された。発電ユニットと駆動用エンジンを搭載しトイレ・洗面所を持たないキハ183形1500番台、発電ユニットを持たず大出力の駆動用エンジンを搭載しトイレ・洗面所を有するキハ183形500番台である。発電ユニットの無いキハ183形500番台とキハ184形を組み合わせることでキハ184形の発電ユニットを活用した。新製時の最高速度は 110 km/h とされたが、将来の速度向上に備えて機器類は最高速度 120 km/h に対応した設計とされている。基本番台では廃止した車端ダンパが取付可能だが、実際の運用には使用されず台座部分のみの設置としている。

##### 車体（500・1500番台）
車体は従来と同じ鋼製であるが、外板は1.6 mm鋼板を採用した。
先頭車のキハ183形は高運転台非貫通構造をやめ、増結・切離しが臨機応変に行える貫通型の前頭部構造とされ、同時期に四国に導入されたキハ185系気動車と酷似したデザインとなった。室内空間の 1/3 を占めていた発電ユニットは小型化されて床下に移され、機器室が廃止されたことで客室空間が拡大した。灯火類は正面中位左右に前照灯を、正面上部左右に保護ガラスで覆われた前照灯・標識灯を設けた。客用ドアの窓はHゴムから金属部品による固定に変更、各車両側面の確認灯は窓枠から離れた場所に設置された。また、それまで特急型車両の先頭車に設置されていた、特急シンボルマークおよびステンレス切抜きのJNR（日本国有鉄道の英語略称）マークが廃止された。
側窓は天地寸法が 80 mm 拡大され、連続窓風の外観処理がなされた。
グリーン車は寝台車並みに天井高さを上げ、床面を嵩上げしたハイデッカー構造を採用、客室窓は眺望を重視し、上部を曲面とした大型ガラスを用いた。
新鮮外気取入装置は使用頻度が低いことからキハ183形・キハ182形では装備せず、電動押込み換気扇と従来型の通風器に変更された。
車端部の貫通扉は窓が無く有効開口幅の大きい特殊な形状となり、運用時は常時開放され留置時のみ閉鎖された。この貫通扉はN183系のみの採用で、NN183系では初期車と同じ窓付の貫通扉に戻された。
外部塗色は地色が白色、橙色と赤色の帯を正面と側面下部に配し、運転室窓周囲および側窓周囲を黒色とした「新特急色」に変更された。床下機器・台車は灰色で落成した。既存の基本番台も順次同色へ変更されていき、民営化後に変更が完了した。

##### 走行装置（500・1500番台）

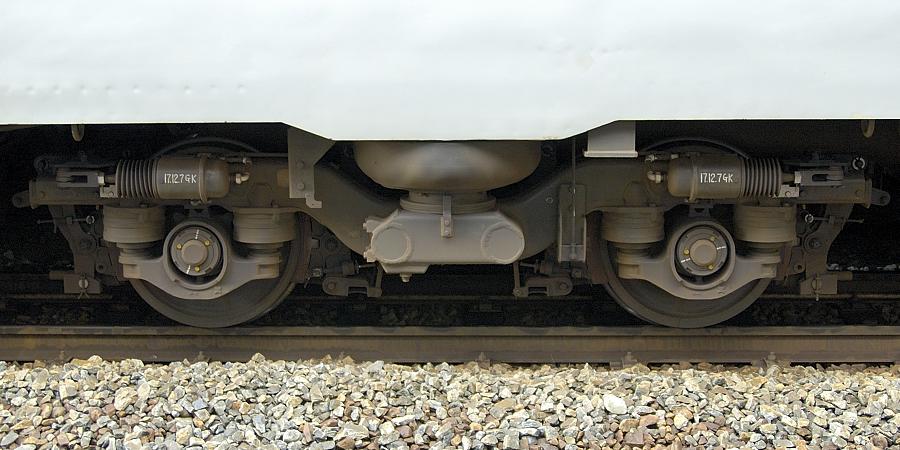
キハ182形（500番台）のTR239形台車
（2007年10月17日 / 旭川駅）

駆動系も仕様変更され、大出力の12気筒エンジンは直噴化された DML30HSJ 形、6気筒機関は新エンジンの DMF13HS 形を搭載した。液体変速機はダイナミックブレーキの装備空間を確保するため小型・軽量化され、形式は DW12・DW13 に変更された。
台車は円錐積層ゴム支持構造の軸箱装置を持つボルスタレス台車で、動力台車は DT53 形（1軸駆動、6気筒機関用） DT54 形（2軸駆動、12気筒機関用）の2種を駆動系に合わせて装備し、付随台車は各車共通の TR239 形である。将来の速度向上に備えてヨーダンパ（台車の蛇行動防止用ダンパ）が取付可能である。
ブレーキ装置は従来車と同様の CLE 方式（応荷重式電磁自動空気ブレーキ）を装備し、高速運転に対応するためダイナミックブレーキの準備工事がなされた。これは高速域から踏面ブレーキを使用する場合の踏面への熱影響とフラット防止のため、電子制御によりコンバーターブレーキやエンジンブレーキを併用するものである。現在はN183系全車がダイナミックブレーキの本工事を施工され、120 km/h 運転対応になった。
※形式毎の駆動系の仕様は下表のとおりである。
| 形式                | 機関 （定格出力）               | 液体変速機 | 台車           | 発電装置                    |
| ------------------- | ------------------------------- | ---------- | -------------- | --------------------------- |
| キハ183形 500番台   | DML30HSJ形 (550 PS / 2,000 rpm) | DW12形     | DT54形 TR239形 | なし                        |
| キハ183形 1500番台  | DMF13HS形 (250 PS / 2,000 rpm)  | DW13形     | DT53形 TR239形 | DMF13HS-G形 DM82A (180 kVA) |
| キハ182形 キロ182形 | DML30HSJ形 (550 PS / 2,000 rpm) | DW12形     | DT54形 TR239形 | なし                        |

##### 接客設備（500・1500番台）
座席は、普通車はR55A形でモケットは薄茶色の地にオレンジと黒の帯を配する。グリーン車の座席はR36形でモケットは緑色となった。内装は明るめの色になり、客室と出入口を仕切る自動ドアは床の段差をなくした光電管式である。仕切ドアの色は先頭車は青色、普通車は黄色、グリーン車は緑色である。

##### 形式（500・1500番台）

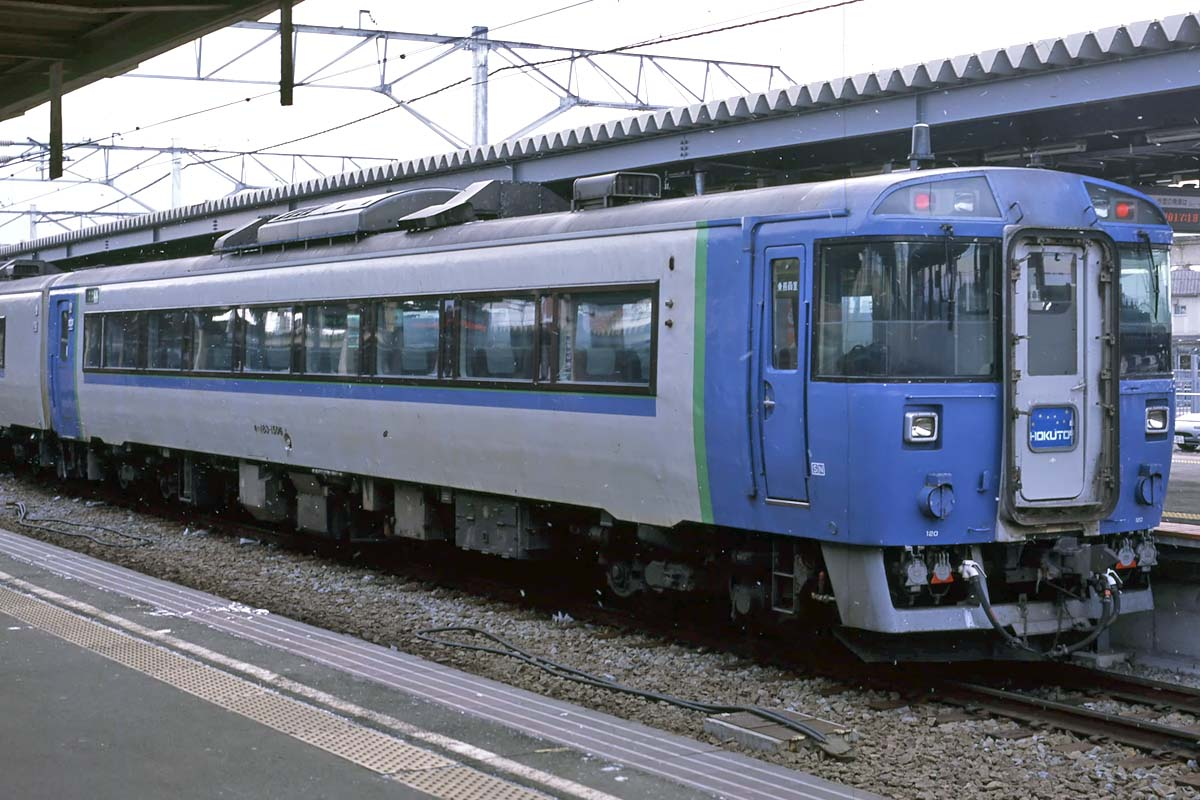
キハ183-1506
（2002年3月 / 函館駅）

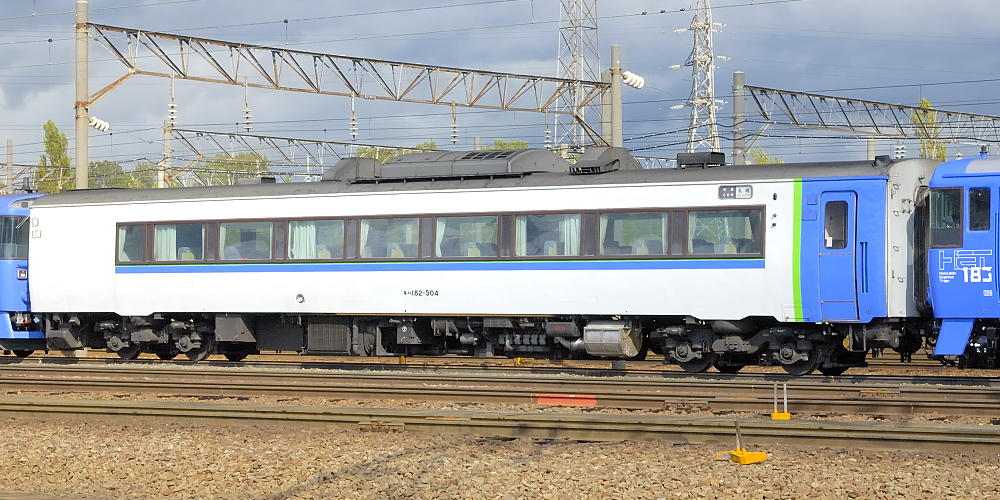
キハ182-504
（2007年10月 / 札幌運転所）

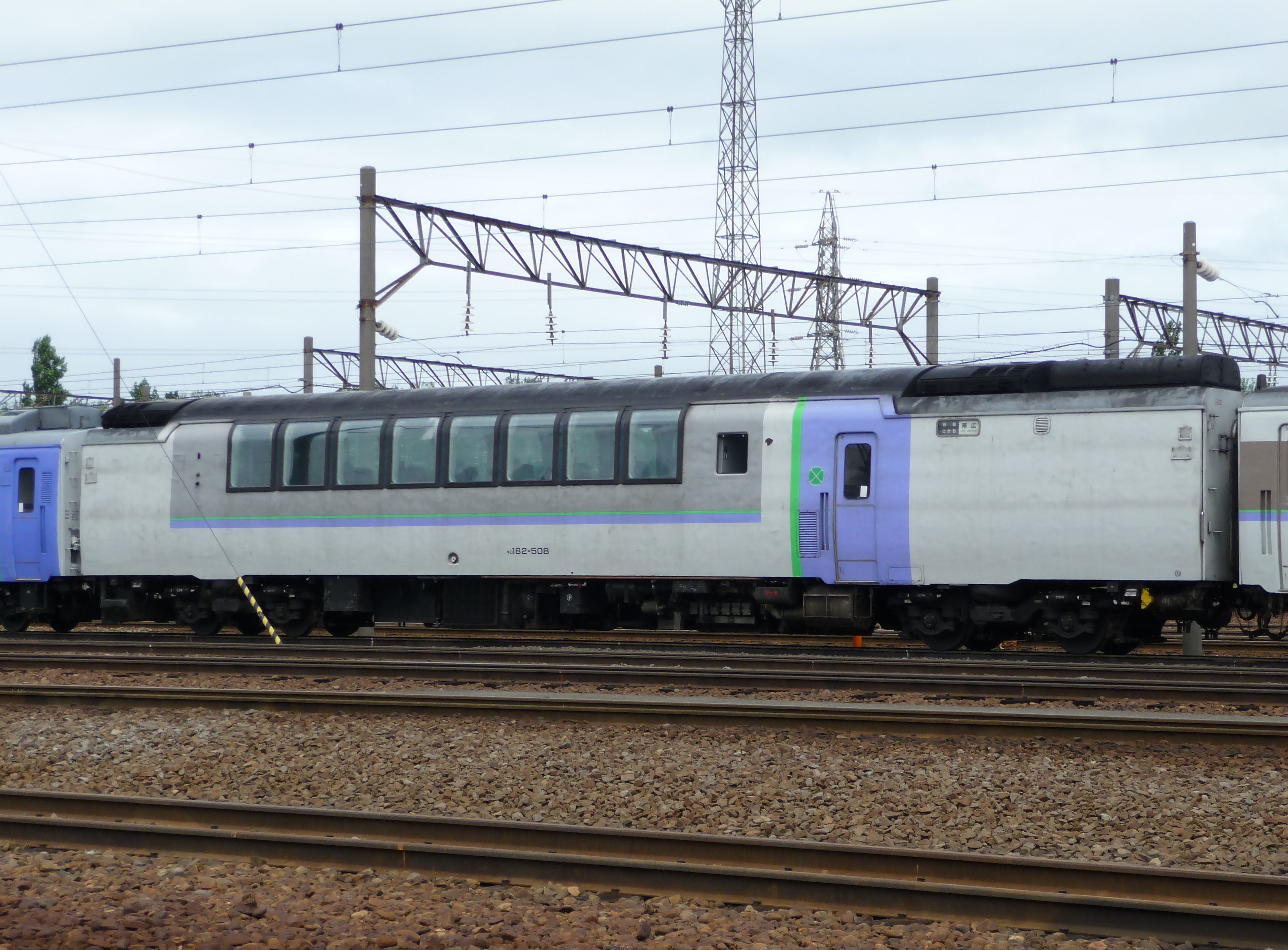
キロ182-508
（2009年8月 / 札幌運転所）

キハ183形
500番台 (501 - 507)

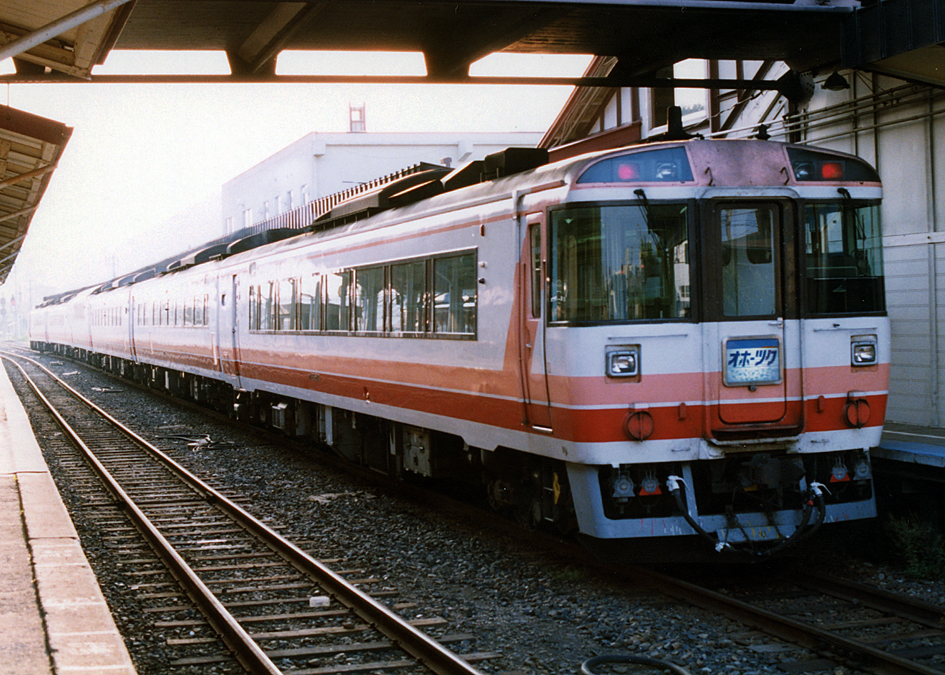
キハ183形500番台
（1990年 / 網走駅）

N183系の運転台つき普通車である。1986年にキハ184形に合わせた7両が製作された。
電源機関を持たず、床下に大出力で駆動用のDML30HSJエンジン1基を装備する。便所・洗面所を設け、座席定員は60名である。
505・506は出力適正化改造を受け405・406に、507はお座敷車キハ183-6001に改造された。1994年3月に502が事故廃車となり、2010年3月に501が廃車、2019年12月に503・504も廃車となり区分消滅した。
1500番台 (1501 - 1507)
N183系の運転台つき普通車である。1986年に7両が製作された。
床下に4両分の電源を給電可能なサービス電源用の発電ユニットおよび駆動用エンジンを各1基搭載する。どちらも新型エンジンであるDMF13HSに変更された（発電用のエンジンはDMF13HS-G。発電機はDM82Aで変更なし）。便所・洗面所は設けず、座席定員は68名である。デッキ部分にくずもの入れは設置されなかった。
2020年10月に1502・1504が廃車、2021年9月に1507が廃車、同年11月に1505が廃車、2022年5月に1506が廃車、2023年3月に1501が廃車された。同年5月に1503も廃車となり区分消滅した。
キハ182形500番台 (501 - 514)
N183系の中間車であり、床下に走行用のDML30HSJエンジン1基を搭載する。1986年に14両が製作された。便所・洗面所を設け、座席定員は68名である。
504 - 506・513は出力適正化改造を受け404 - 406・413に、514はお座敷車キハ182-6001に改造。2020年9月に501・503が廃車、同年10月に512が廃車、2021年3月に507・509 - 511が廃車された。以後は502・508のみ残存していたが、2023年5月に廃車となり区分消滅した。
キロ182形500番台 (501 - 508)
1986年に8両が製作された。床下に駆動用のDML30HSJエンジン1基を搭載する。従来車両より床面を500 mm 嵩上げした高床式構造で、床は通路が一段低く、デッキ部分にかけてスロープを設ける。出入口のステップは2段構造である。側窓は天地寸法 1,000 mm の大型で、上部が屋根肩に達する曲面ガラスである。
座席配置は従来車と同じ 2+2 列の配置である。洗面台は普通車のものとは差別化され、テレホンカード式電話機が設置された。居住性と車両限界の都合上、冷房装置を屋根中央部に設置できないため、14系寝台車などと同様の集約分散式冷房装置 AU76 形を車端部に2基搭載した。
501 - 503が2550番台に改造後、機関換装で7550番台に改番。2010年3月に506 - 508が廃車され、以後は504・505のみ残存していたが、2023年5月に廃車となり区分消滅した。

#### 550・1550番台（NN183系）
JR北海道移行後、1988年（昭和63年）3月13日のダイヤ改正から函館本線（海線）で最高速度 120 km/h 運転を行うために開発され、1988年（昭和63年） - 1990年（平成2年）にキハ183形・キハ182形の合計28両が富士重工業で製作された。NN183系とも称する。同じ後期型のN183系の改良型で、エンジン、台車、空調設備の改良とトイレ、洗面所の変更、内装の小変更を行う。
1991年（平成3年）には、同年7月27日から特急『スーパーとかち』に連結する2階建車両として、グリーン車・普通車合造の付随車キサロハ182形4両が日立製作所笠戸事業所で製作された。

##### 車体（550・1550番台）
車体構造はN183系とほぼ同様であるが、N183系普通車で設置を見送っていた新鮮外気取入装置を再び屋根上に設置した。これはトンネル通過時の客室内への煤煙侵入防止のためである。これに伴い妻面の貫通路上方に通気口が設置されたが、トンネル通過時の気圧変動の問題のため早期に塞がれている。外部塗色はN183系と同一の配色であるが、台車・床下機器は当初より黒色である。車端部の貫通扉は基本番台と同じタイプに戻る。N183系同様車端ダンパの台座が存在する。

##### 走行装置（550・1550番台）
駆動機関は6気筒・12気筒とも過給器の中間冷却器（インタークーラー）追設などで出力を増大し、変速機は減速比を変更した DW12A・DW13A を搭載した。台車は基本構造に変更ないが、高速走行のためヨーダンパ・滑走検知装置が追設された。またブレーキ装置もN183系と同様だが、当初から120 km/h運転を実施するためダイナミックブレーキは新製時より取付けられている。

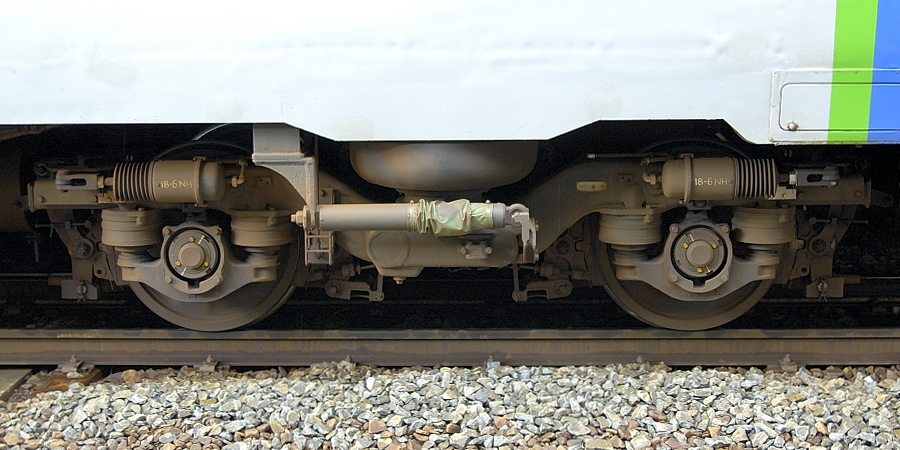
キハ183形（1550番台）のDT53形台車
ヨーダンパを追加装備する
（2007年10月17日 / 旭川駅）

※形式毎の駆動系の仕様は下表のとおりである。
| 形式               | 機関 （定格出力）              | 液体変速機 | 台車           | 発電装置                      |
| ------------------ | ------------------------------ | ---------- | -------------- | ----------------------------- |
| キハ183形 1550番台 | DMF13HZ (330 PS / 2,000 rpm)   | DW13A形    | DT53形 TR239形 | DMF13HS-G形 DM82A形 (180 kVA) |
| キハ182形 550番台  | DML30HZ形 (660 PS / 2,000 rpm) | DW12A形    | DT54形 TR239形 | なし                          |

##### 形式（550・1550番台）

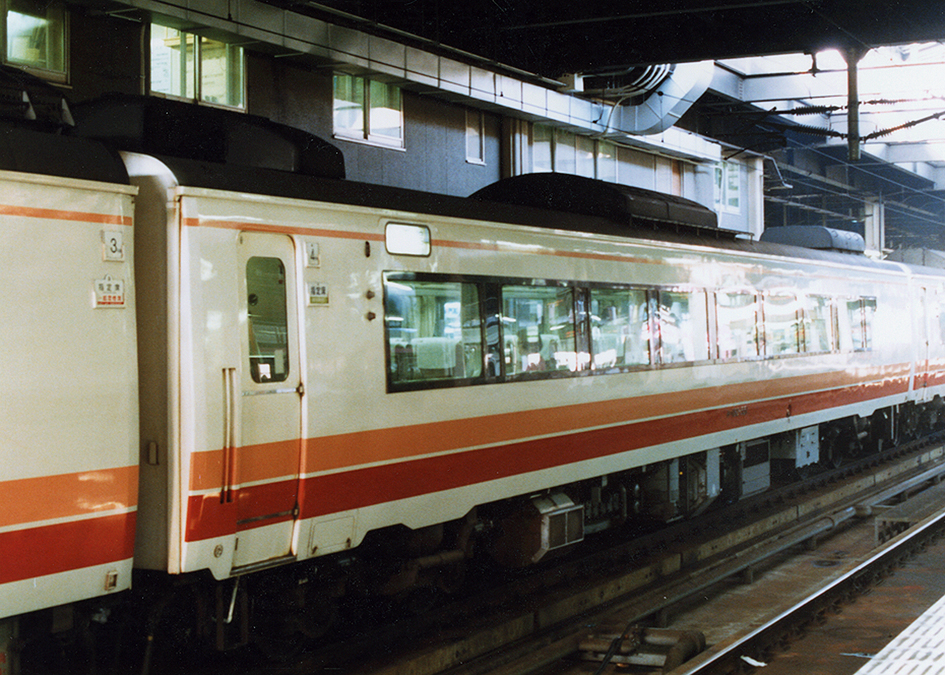
キハ182形550番台
（1990年 / 札幌駅）

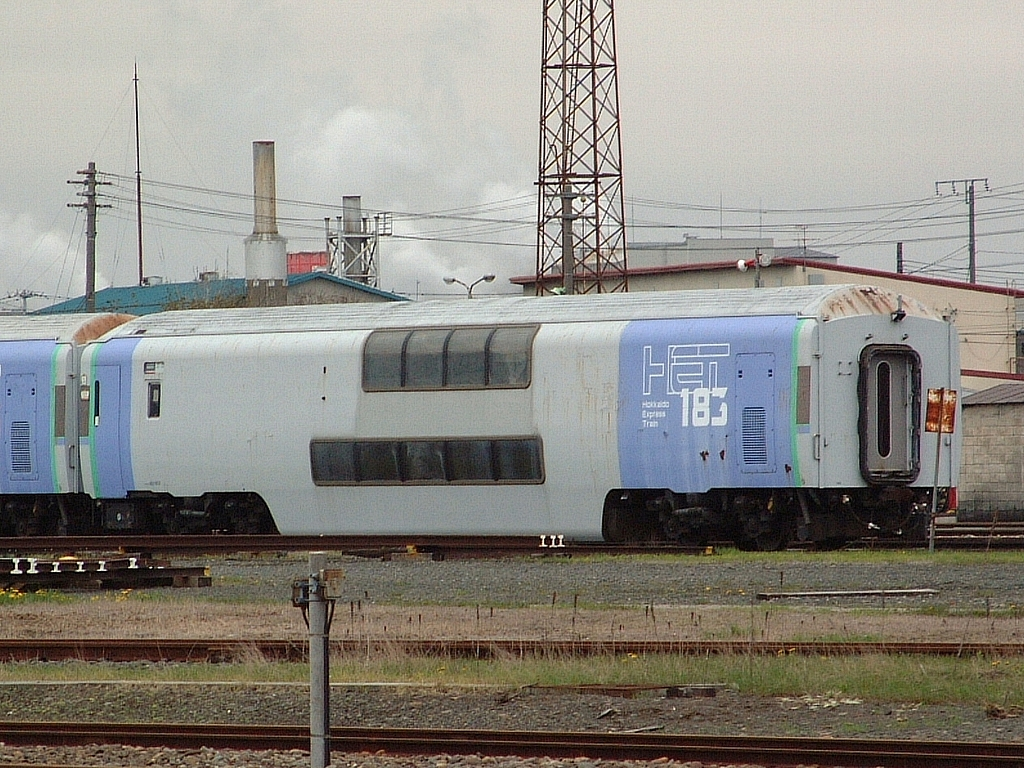
留置中のキサロハ182形
（2005年5月 / 釧路運輸車両所）

キハ183形1550番台 (1551 - 1566)
NN183系の運転台つき普通車である。1988年から1990年までに16両が製作された。キハ183形1500番台の機器構成を踏襲しており、同じくDMF13HS-G機関と出力180 kVAのDM82A発電機で構成されたサービス電源用の電源機関を床下に搭載している。便所・洗面所は装備しない。座席定員は68名である。デッキ部分にくずもの入れ、公式側客用ドア後方に通風口を設置する。
1555 - 1566は、室内の座席種別・号車・禁煙表示の変更、客室仕切ドアのガラスをプライバシーガラスに変更、室内側窓枠形状の変更など、細かい仕様変更が見られる。
1557はお座敷車キハ183-6101に改造。一部はブレーキ改造で3550番台・4550番台に改番、さらにエンジン換装で8550番台・9550番台に改番された。以後は1551 - 1556が残存していたが、2023年5月までに廃車となり区分消滅した。
キハ182形550番台 (551 - 562)
NN183系の中間車で、1988年から1989年までに12両が製作された。洗面所の仕様を変更し男子用の小便所を新たに設置したため、床上にあった水タンクを屋根上に移設した。
555 - 562はキハ183形（1555 - 1566）と同一の仕様変更や洗面所・小便所の改良がなされた。また555 - 558は方向転換可能な両渡り構造となった。
全車2550番台に改造され、区分消滅した。現在はエンジン換装で全車7550番台となる。
キサロハ182形550番台 (551 - 554)
本系列唯一の付随車で、1991年に4両が日立製作所笠戸事業所で製作された。車体構造はクリスタルエクスプレス トマム & サホロ用キサロハ182-5101を基本としたダブルデッカー（2階建車両）。台車はN-TR239。1階に機械室、転換可能なソファタイプの座席を設けた2人用普通個室を5室（定員10名）、オーディオ装置、室内灯スイッチ、暖房調節装置を設置。2階は荷物室、変則2+1列のグリーン室（定員24人）、オーディオ装置、背面に液晶テレビを設置している（後に液晶テレビは撤去）。前位側にトイレ・洗面所の一体化ユニット、男子小便所、電話室。後位側に出入り台と車掌室、床置き式の冷房装置を設置する。外部は前位側の両面に「SUPER TOKACHI」の大型ロゴが入っていた。後に「おおぞら」にも使われるようになり、HET色に準じた配色に変更され、大型ロゴも「HET183」に変更された。最高運転速度は120 km/h。
1991年7月27日から2000年3月10日まで特急『スーパーとかち』に使用された。『スーパーとかち』がキハ283系に置き換わった2000年3月11日ダイヤ改正から、当形式の連結の有無に関係なくキハ183系使用列車は『とかち』となる。
2001年7月1日ダイヤ改正をもって『とかち』『おおぞら』の両列車の運用から外れ、全車が釧路運輸車両所で保留車となっていた。はまなす向けへの改造が噂されたが、2013年（平成25年）度内に4両とも廃車となり、区分消滅した。

### リゾート列車

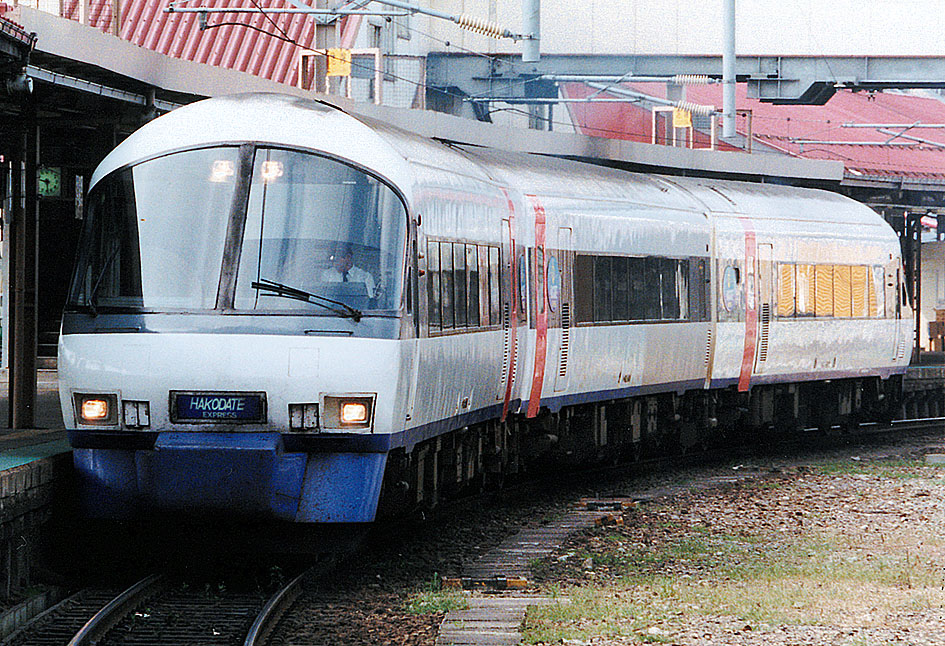
ニセコエクスプレス

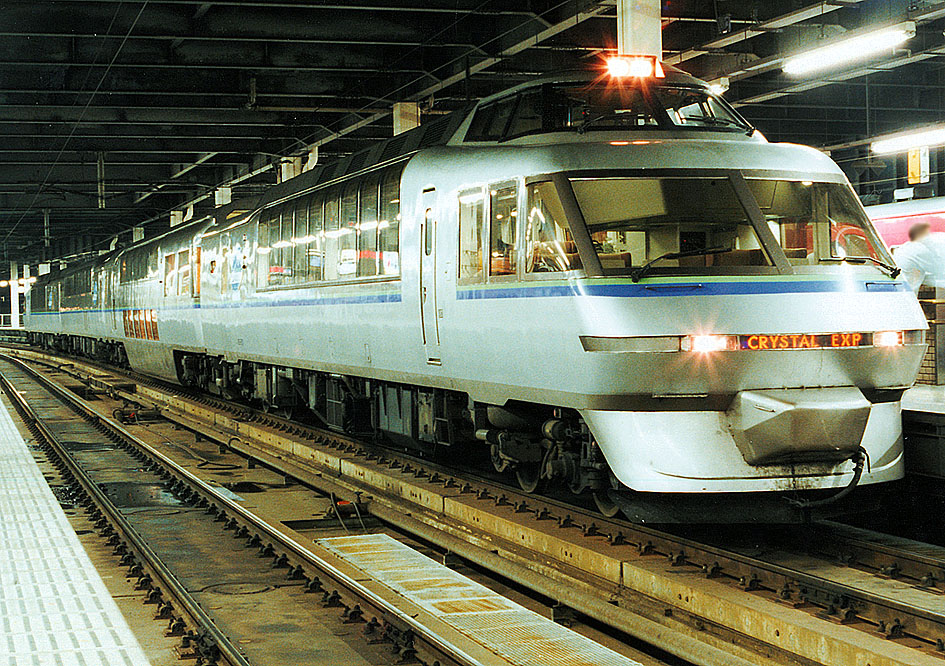
クリスタルエクスプレス トマム & サホロ

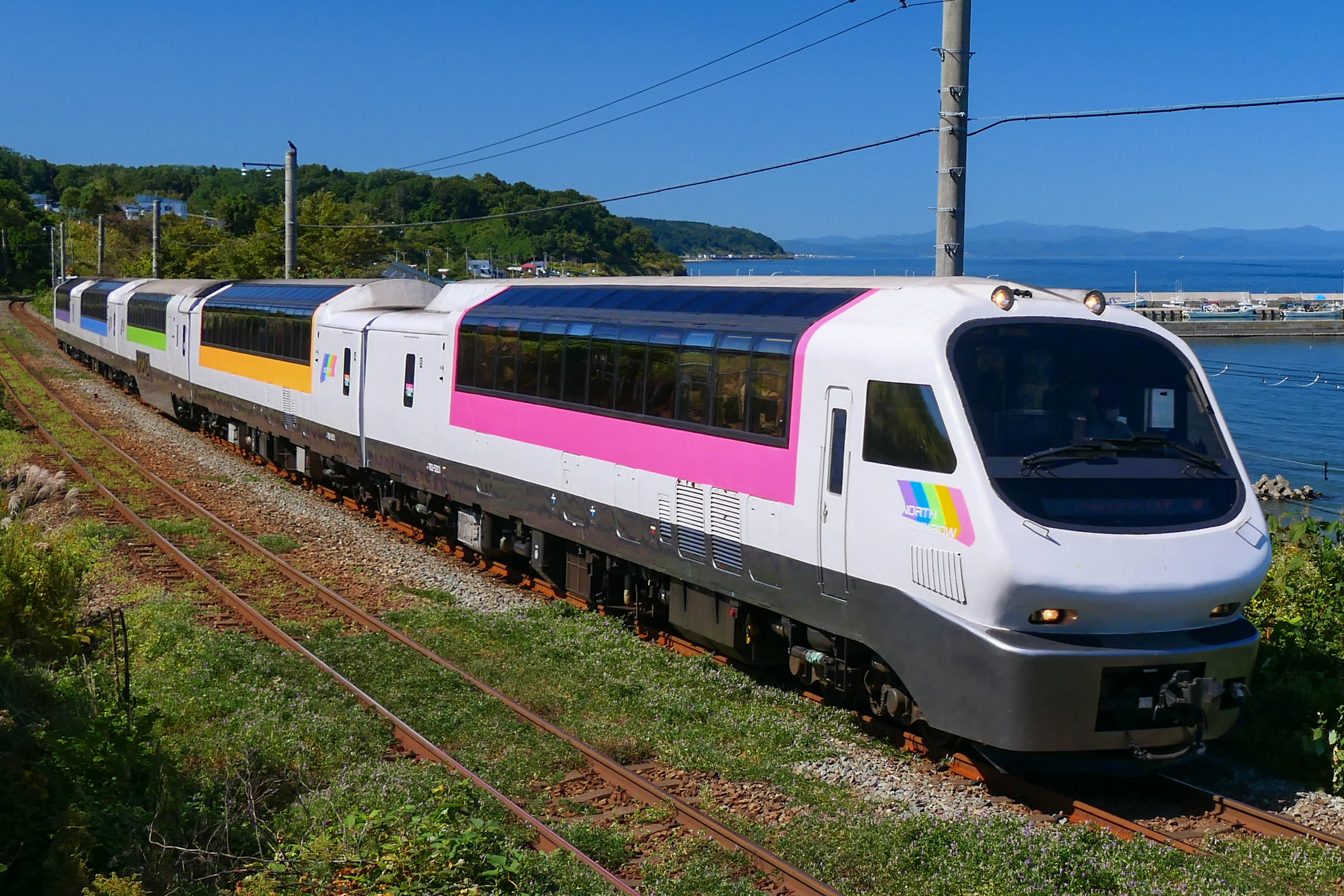
ノースレインボーエクスプレス

北海道では、1980年（昭和55年）の千歳線電化時に、北海道の空の玄関口である千歳空港に直結して千歳空港駅（現・南千歳駅）が開業、翌1981年（昭和56年）10月1日には石勝線が開業し、主に道央地区に開発されたリゾート地への旅客が増加した。国鉄末期以降はさらなる集客を図るためにリゾート列車が制作され、1985年に急行形の56系気動車から改造された『アルファコンチネンタルエクスプレス』が登場した。この車両の好評を受け、1986年には特急形のキハ80系を種車として高速性能の向上を図った『フラノエクスプレス』が、1987年には同様の手法で『トマムサホロエクスプレス』が増備された。
JR北海道移行後の4編成目からは、さらなるサービス向上を目指して本系列の設計を基本とした新造車が製作されるようになり、以下の3編成が登場した。いずれも自社の苗穂工場で新製され、苗穂運転所に配置された。

#### 5000番台「ニセコエクスプレス」
1988年に登場した第一弾。5000番台に区分され、キハ183-5001 - キハ182-5001 - キハ183-5002の3両編成であった。
主に函館方面の列車に使用されたが、2017年に引退し同年中に廃車された。一部は保存されている。

#### 5100番台「クリスタルエクスプレス トマム & サホロ」
1989年に登場した第二弾。5100番台に区分され、キハ183-5101 - キハ182-5101 - キサロハ182-5101 - キハ183-5102の4両編成であった。このうちキサロハ182は1990年の追加で、それ以前は3両編成だった。
主に富良野方面の列車に使用されたが、2019年に引退し同年中に廃車された。

#### 5200番台「ノースレインボーエクスプレス」
1992年に登場した第三弾。5200番台に区分され、キハ183-5201 - キハ182-5201 - キサハ182-5201 - キハ182-5251 - キハ183-5202の5両編成であった。このうちキハ182-5251とキサハ182-5201は同年末の追加で、それ以前は3両編成だった。
道内で幅広く使用されたが、2023年4月30日をもって運行を終了した。2024年2月に廃車されている。

## 改造

### 国鉄時代
試作車の量産化改造
12両の試作車について、運用上の取扱い共通化のため各部仕様を量産車に合わせる改造を1982年 - 1985年に施工した。
車体は一部を除き非常窓と非常扉を撤去、普通車は座席モケットを茶色の単色に変更した。
キロ182-901 は車販準備室の拡大・車掌室の客室側への移設などの改造を実施し、座席定員は量産車と同じ8名減の32名に変更された。非常窓、非常扉は撤去され、床や壁も量産タイプに交換された。座席配列は4列シートのまま2001年の廃車まで使用された。
キハ184-901 は非常窓、非常扉、電源装置を撤去して車販準備室を持つグリーン車キロ184-901 に改造された。
本件による改造にあわせて、循環式汚物処理装置の取付を全車に実施している。
編成短縮対応
先頭車化改造（キハ183形100番台）
1985年3月ダイヤ改正での編成短縮に伴い不足する先頭車を補うため、電源装置付きの中間車キハ184形を先頭車（キハ183形）に改造したものである。運転台は後位に新設され、後位（種車の前位）側の室内電源室や窓配置は残された。
運転台は分割併合に対応する貫通型で、屋根上の両前照灯は貫通路の頭上部に設けられた。在来のキハ183形とは形態が異なり100番台を付番して区別した。改造後の定員は40名で、キハ183形基本番台・900番台と同一である。トイレ・洗面所は装備しない。
工法は既に115系や581・583系→715系などで実績のある、あらかじめ配線・配管などを含めた完成済みの運転台ブロック（運転台ユニット）を製作し、既存構体に接合するブロック接合工法で施工した。
正面貫通扉上部付近の手すりの取付け方は改造施工工場ごとに異なり、五稜郭車両所施工車 (101, 103) は縦配置、苗穂工場施工車 (102, 104) は横配置である。
外部塗色は (101, 102) のみ前頭部の正面 - 側面下部を赤2号とするキハ183形0・900番台に準じた塗り分けで1984年12月に落成したが、この塗色が不評だったため投入後短期間で正面中央に翼状の意匠を配したキハ82形類似の塗り分けに変更された。 (103, 104) は変更後の塗り分けで翌1985年1・3月に落成。1987年までに4両全車がN183系に準じた新特急色に変更され、その後3両 (101, 102, 103)がHET183色、1両 (104)がとかち色に変更された。
2008年（平成20年）度に2両 (101, 102) が廃車となり、2009年（平成21年）度に1両 (103) が廃車（ミャンマー国鉄に譲渡）された。最後まで残った1両 (104) も2016年（平成28年）度に廃車（タイ国鉄に譲渡）となり、区分消滅した。

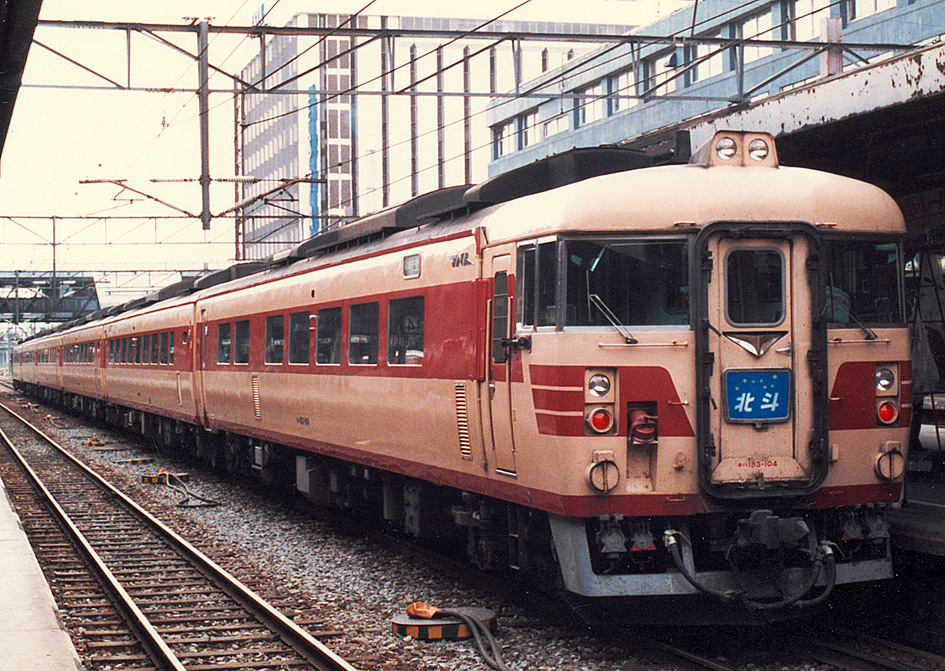
キハ183-104 国鉄特急色 （1986年 札幌駅）
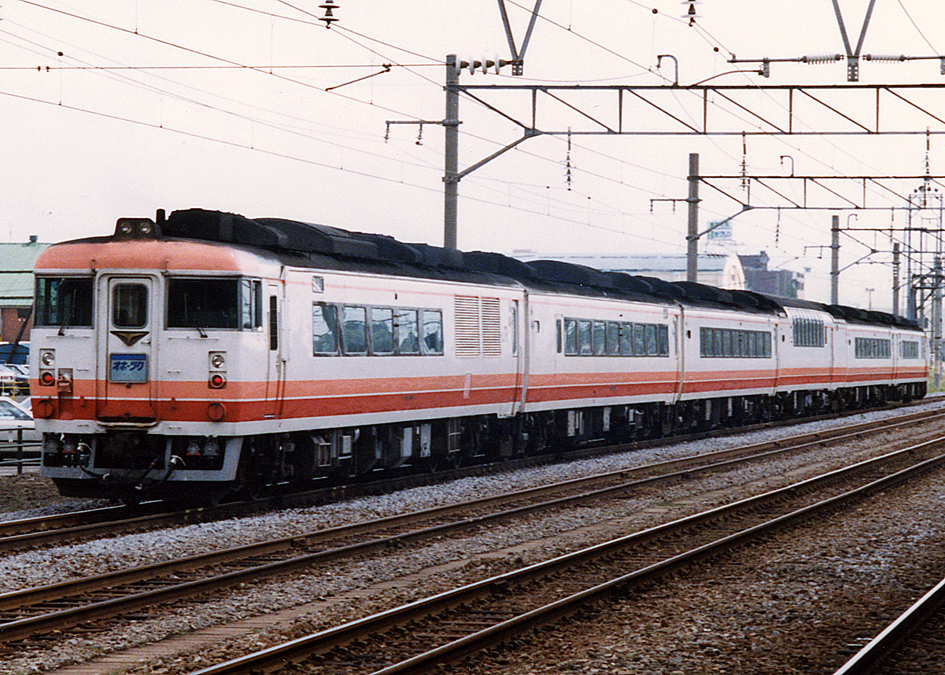
キハ183-101 新特急色 （1990年 旭川駅）
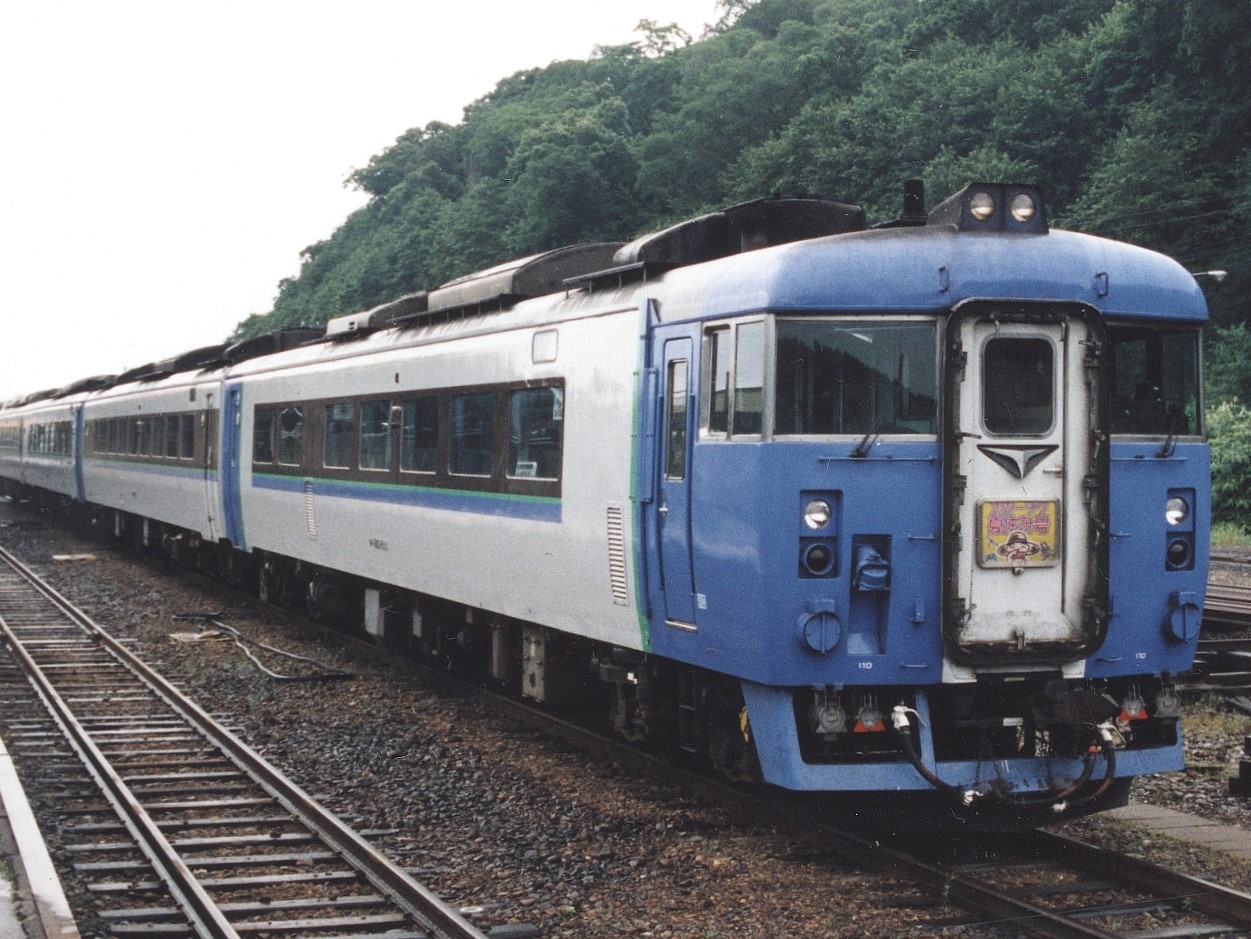
キハ183-103 HET183色 （1998年 網走駅）
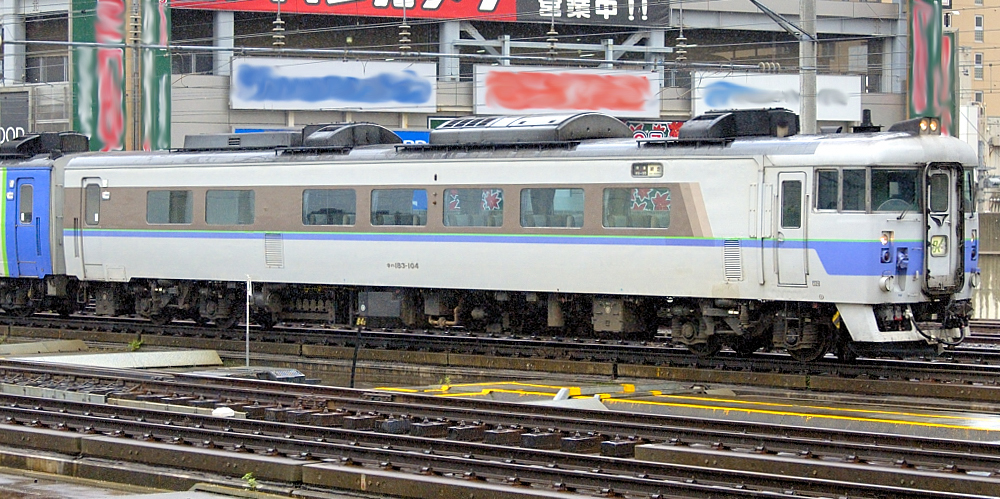
キハ183-104 とかち色 （2007年 札幌駅）

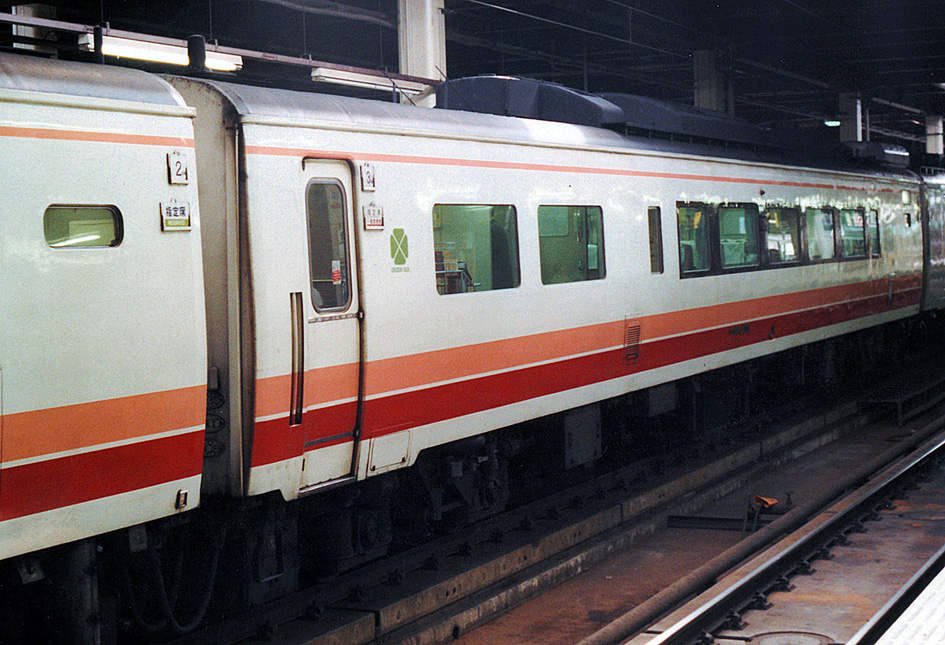
キロ184-901
（1992年 / 札幌駅）

グリーン車化改造（キロ184形900番台）
1985年3月改正に合わせキハ184-901がグリーン車に改造された。
機器車の電源設備を撤去して車販準備室に改装した。座席はグリーン車用のリクライニングシートに交換され、定員は32名とされた。
走行用機関は種車の DMF15HSA 、台車も1軸駆動のままである。
1988年度に内装更新を行い、座席配置を2 + 1列に変更して定員24名となった。並行して車販準備室の拡大と車掌室の設置を行い、キロ182形基本番台と設備を統一している。同時に走行用機関と変速機を各々 DMF13HZ (330 PS / 2,000 rpm) ・DW13A に更新した。
| 車両形式  | 車両形式 | 車両番号    | 種車        | 改造   | 落成 配置 | 落成日         | 処遇                   | 除籍日         | 最終 配置 | 備考 |
| --------- | -------- | ----------- | ----------- | ------ | --------- | -------------- | ---------------------- | -------------- | --------- | ---- |
| キハ183形 | 100番台  | キハ183-101 | キハ184-1   | 五稜郭 | 函館      | 1984年12月01日 | 廃車                   | 2008年09月13日 | 札幌      |      |
| キハ183形 | 100番台  | キハ183-102 | キハ184-4   | 苗穂工 | 函館      | 1984年12月18日 | 廃車                   | 2008年09月13日 | 札幌      |      |
| キハ183形 | 100番台  | キハ183-103 | キハ184-3   | 五稜郭 | 函館      | 1985年01月09日 | 譲渡（ミャンマー国鉄） | 2010年03月24日 | 函館      |      |
| キハ183形 | 100番台  | キハ183-104 | キハ184-5   | 苗穂工 | 函館      | 1985年03月13日 | 譲渡（タイ国鉄）       | 2017年03月31日 | 苗穂      |      |
| キロ184形 | 900番台  | キロ184-901 | キハ184-901 | 苗穂工 | 札幌      | 1985年03月13日 | 廃車                   | 2001年03月31日 | 釧路      |      |

110 km/h 運転対応
1985年（昭和60年）6月以降、試作車（900番台）・量産車（基本番台）を対象に、最高速度を 100 km/h から 110 km/h に向上するための対応が行われた。機関出力の増強とブレーキの強化が主で、キハ183形・キハ184形では定格出力が 220 PS→250 PS に、キハ182形・キロ182形では 440 PS→500 PS に向上された。機関形式の変更はない。ブレーキ装置はブレーキシリンダを強化とともに焼結合金製制輪子への交換、台車周りでは車輪の保守限界の引き上げ（直径が小さくなれば既定値以上でも輪軸を交換）を実施している。
塗色変更
国鉄特急色であった試作車・基本番台の塗装色を1986年11月のダイヤ改正で投入するN183系の塗装色に変更する作業が同年より開始され、まずN183系に連結するキハ184形が塗装変更。他の車両も1987年までに完了した。

### JR北海道

#### 民営化初期の改造
120 km/h 運転対応（N183系）
1988年（昭和63年）3月ダイヤ改正に伴い「北斗」の 120 km/h 運転に対応させるため、最高速度 110 km/h のN183系にダイナミックブレーキ本工事を実施し、NN183系と同じ最高速度 120 km/h に引き上げる改造を行った。
グリーン車（基本番台・キロ184形）内装更新
N183系の導入により、陳腐化が目立っていたグリーン車の内装更新工事を1987 - 1988年に実施した。
客室内張りや敷物の張り替え、トイレ・洗面所の更新を行ったほか、座席は配置を 2+1 列に変更のうえ各席に液晶ディスプレイを設置した。施工後の定員は24名である。車掌室にはカード式公衆電話が設置された。
- キロ182形（5両）：1, 5, 7 - 9

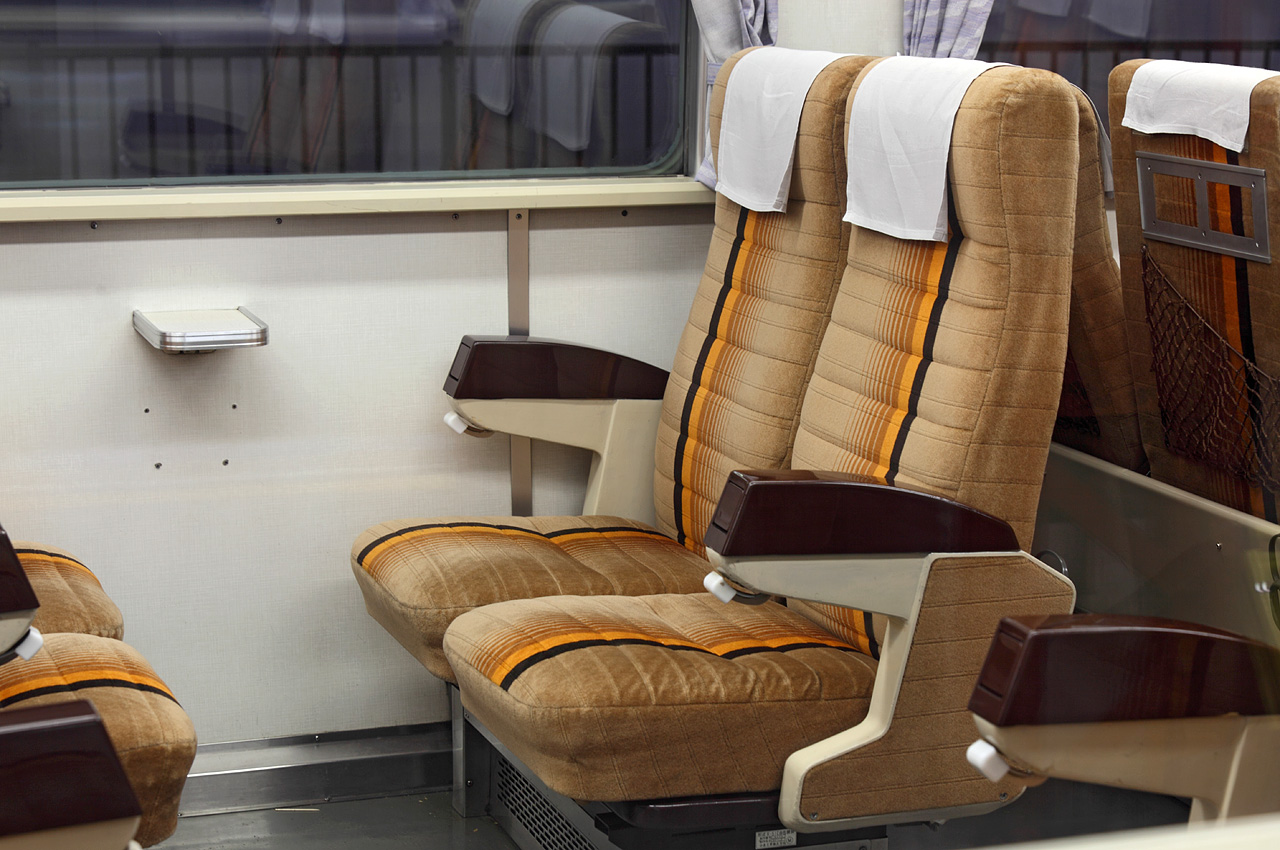
キハ183-1の座席

- キロ184形（1両）：901

普通車（基本番台・900番台）内装更新
窓際の灰皿を撤去し、肘掛を灰皿付きの肘掛に交換。
モケット・カーテンを順次N183系タイプに交換。
通気口閉鎖工事（基本番台・900番台・NN183系）
高速でトンネルを通過する際に、気圧の変動で耳の鼓膜を刺激するいわゆる耳ツンが生じるため、妻面の貫通路上方の通気口を塞ぐ工事が行われ、該当する全車両の工事を完了している。
ヘッドマークのロールマーク化
貫通形先頭車（100番台・500番台・1500番台）はキハ82形同様にアクリル板のヘッドマークを照明板の外側に取り付けていたが、それをやめて14系客車や非貫通形先頭車（基本番台・900番台）のように電動のロールマークを内蔵する仕様に変更された。この変更によりヘッドマークはやや小さめのサイズとなっている。

#### 「北斗」向け改造

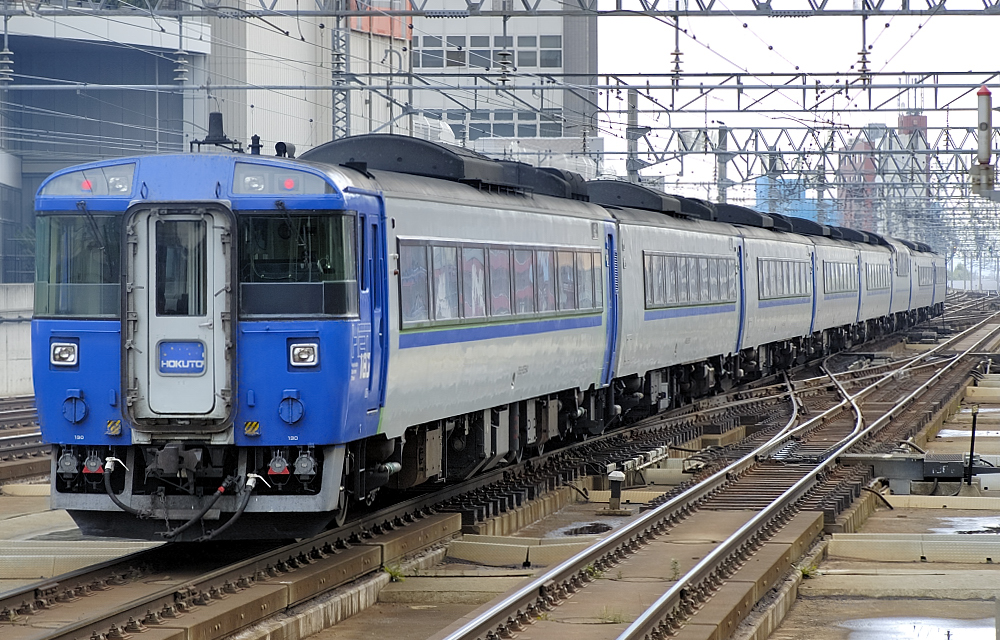
HET183色の特急「北斗｣、先頭車は130 km/h専用車の3550番台

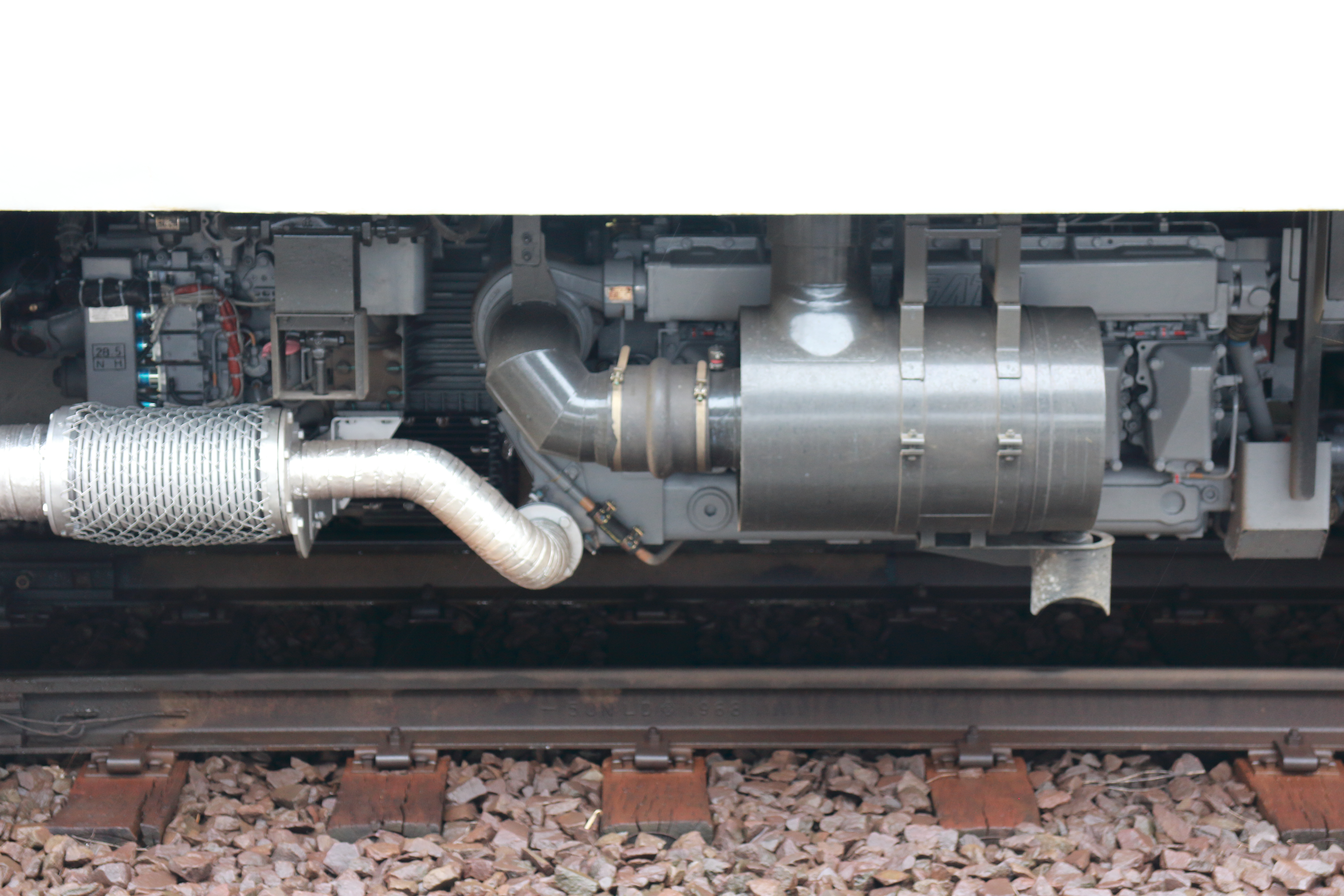
N-DMF13HZKエンジンとN-DW16A変速機

130 km/h 運転対応改造（2550・3550番台）
1994年（平成6年）3月ダイヤ改正のキハ281系による特急「スーパー北斗」運転開始に合わせ、本系列を使用する一部の「北斗」で最高速度 130 km/h 運転を実施するための改造である。
N183系（キロ182形500番台）NN183系（キハ182形550番台・キハ183形1550番台）を対象にブレーキ装置を強化する改造を行い、ブレーキテコ比変更・ブレーキシリンダーの大型化・ブレーキ圧力の増強、滑走検知装置の各車軸への取付けの変更が実施された。改造実施車はブレーキ圧力が在来車と異なるため、未施工車との混結はできない。
キロ182形は機関に中間冷却器（インタークーラー）を追加し、NN183系と同等の DML30HZ (660 PS / 2,000 rpm) に変更された。台車にはヨーダンパが追設された。
形式番号は、キハ182形・キハ183形は 原番+2000 、キロ182形は 原番+2050 の付番とされた。
キハ183-3559（元キハ183-1559）は改造後1年足らずで従来車混結対応改造（後述）を施工され、キハ183-4559に改番された。残りの車両については、2013年（平成25年）に発生した出火事故を受けて、安全性確保のため、2014年（平成26年）度から全車両のエンジンおよび変速機などの重要機器取換工事が進められた。このため、キハ182形2550番台・キロ182形2550番台は2014年（平成26年）度から2015年（平成27年）度にかけてキハ182形7550番台・キロ182形7550番台へ、キハ183形3550番台も2015年（平成27年）度から2016年（平成28年）度にかけてキハ183形8550番台へそれぞれ改番され、区分消滅した。

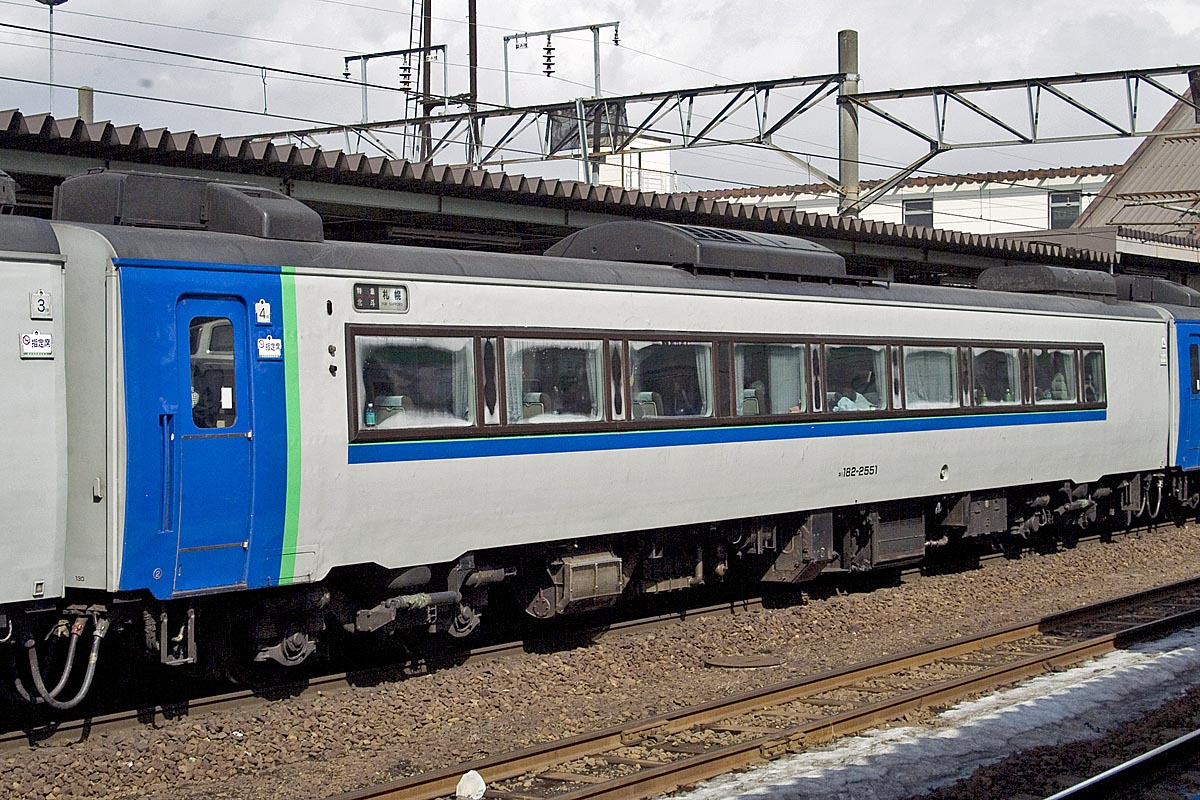
キハ182-2551（2004年3月）
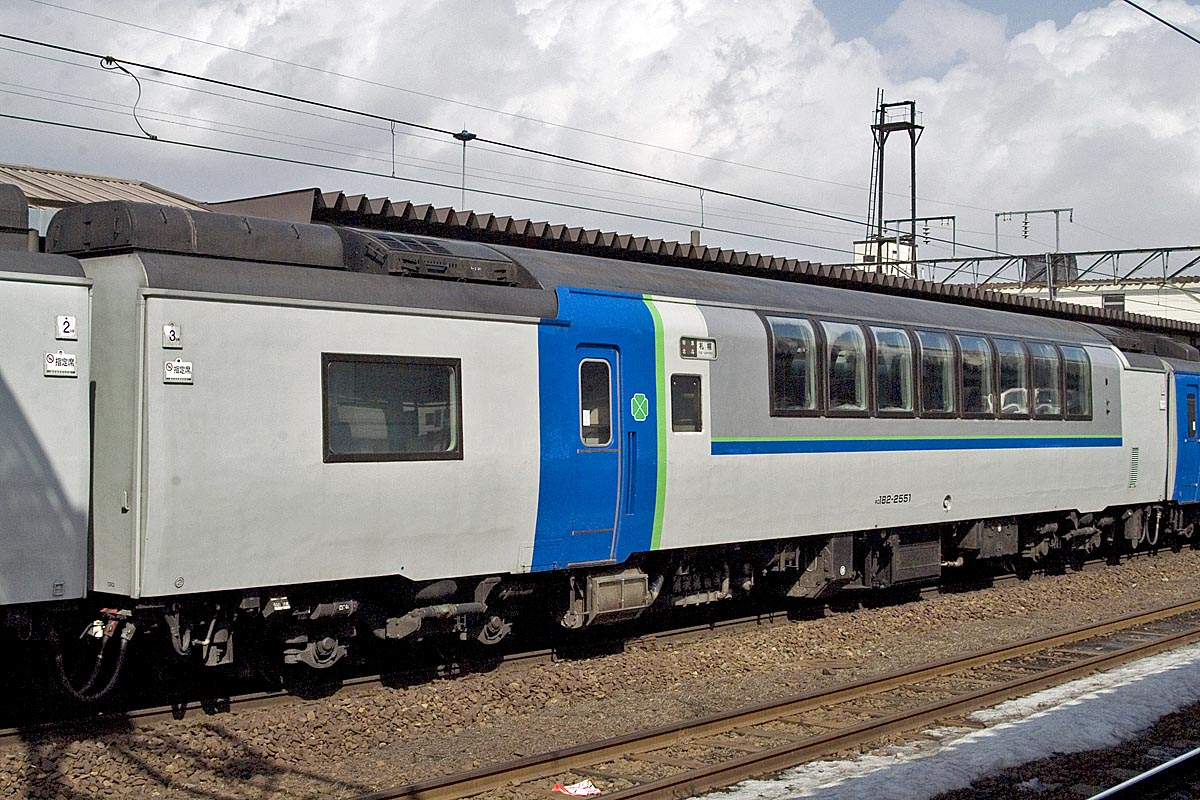
キロ182-2551（2004年3月）

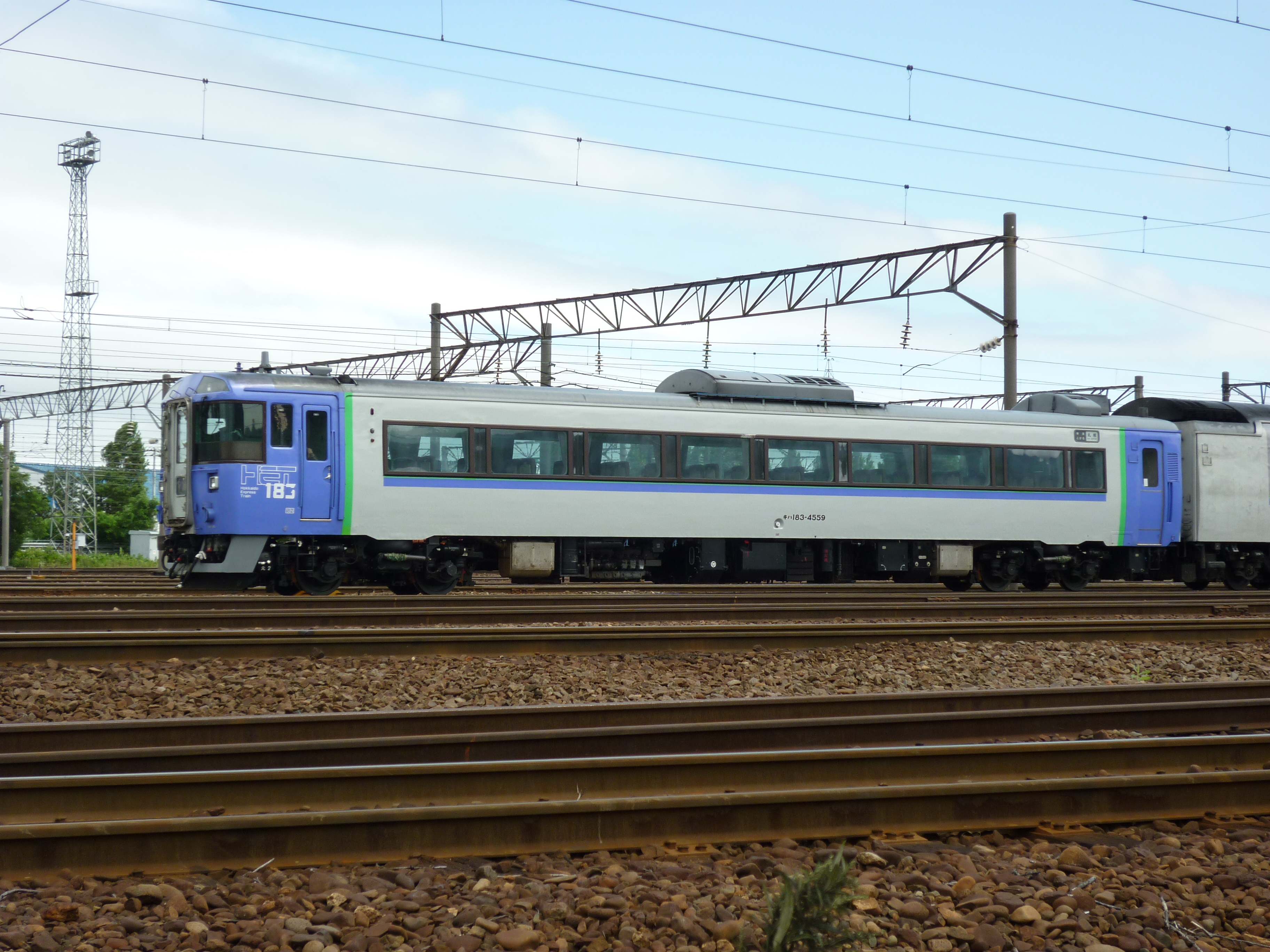
キハ183-4559（2009年8月）

従来車混結対応改造（4550番台）
在来車と共用で予備車を確保するため、キハ183形の一部を 130・120 km/h 両用仕様とする改造を1993年 - 1994年に実施した。ブレーキシリンダー圧力切替弁による自動切替機能を追加し、車号は 原番+3000 を付番した。
3両 (4560 - 4562) は2015年（平成27年）度以降、前述の重要機器取換工事に伴い、キハ183形9550番台に改番された。以後は2両 (4558, 4559) が残存していたものの、2023年5月に廃車となり、区分消滅した。
グリーン車（500番台）内装更新
キハ281系のグリーン車と設備をあわせるため、「北斗」用のグリーン車（キロ182形500番台）の内装更新を行った。
座席配置は1 + 2列に変更され、定員は24名に減少した。客室内は完全禁煙とされ、車掌室横の荷物室を撤去して喫煙コーナーが設置された。
対象は 501 - 507 の7両で、501 - 503 は 130 km/h 運転対応を併せて実施し、2551 - 2553 を付番した。
内装更新・塗装変更（HET183）
上記の 130 km/h 対応改造車を含め「北斗」に使用する本系列全車について、座席やカーテンの取替えなどキハ281系に準じた内外装の改良を行った。また一部の車両はキハ283系でも導入されているグレードアップ指定席に変更され、これに伴い大型荷物コーナーも設置した。各車両の定員は2名減となった。近年、全車両に自動放送装置も搭載された。
施工車の外部塗色は地色がライトグレー、前頭部とデッキ周囲がコバルトブルー+萌黄色の塗り分けに変更され、客室窓直下にラベンダーパープル+萌黄色の帯を配した。キハ281系の意匠に合わせた配色で、運転台側面には" HET183 Hokkaido Express Train 183 " のロゴマークが配された。
最高速度の識別表記
「北斗」向け 130 km/h 対応改造後は、最高速度の異なる車両を同一編成に混用できなくなった。速度種別を明確にし、列車組成の相違を防ぐため、本系列の全車に最高速度表示が付記された。リゾート用車両は付記の対象外としている。
各車両の正面・妻面下方に最高速度を表記するもので、 130 km/h 対応改造車は「130」、混結対応車（4550番台）は「130/120」を表記した。他の車両は各々の仕様毎に「110」、「120」を表記した。
グレードアップ指定席
2008年（平成20年）7月から、「北斗」向けのキハ183系の一部で、キハ281系と共に普通車指定席の座席改装が開始された。これは、2006年12月17日からキハ283系が行っているものと同様、座席幅の拡大・背もたれ枕の設置・快速「エアポート」などに設定されている「uシート」と同様なチケットホルダーなどの設備を導入し、居住性の向上を図るものである。
- キハ183形（7両）：1506, 1507, 3565, 3566, 4560 - 4562
- キハ182形（14両）：508 - 511, 2553 - 2562

グリーン車リニューアル
2011年（平成23年）10月から2013年3月にかけて、キハ281系、キハ283系と共に、「北斗」向けのキハ183系のグリーン車でも座席改装が開始された。
- キロ182形（5両）：504, 505, 2551 - 2553

重要機器取替工事（7550・8550・9550番台）

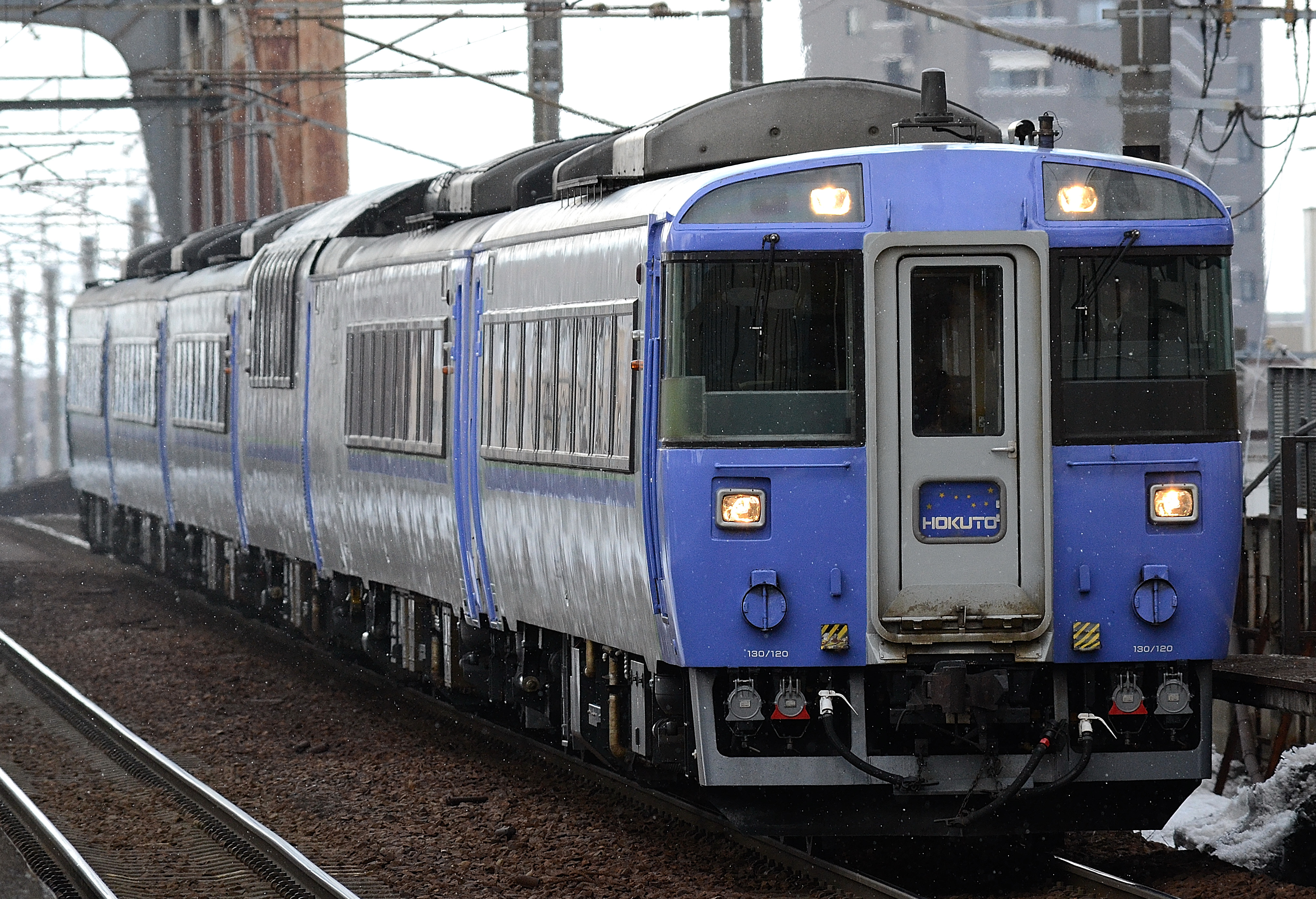
新HET183色の特急「北斗｣、先頭車は120・130 km/h併結対応車の4550番台

 2013年に発生した出火事故を受けて、「北斗」で使用されているキハ183形3550番台・キハ182形2550番台・キロ182形2550番台の全車とキハ183形4550番台の一部について安全性と信頼性の確保のために主要機器の取り換えが行われた。エンジンおよび変速機が換装され、駆動機関はキハ183形ではDMF13HZ(330 PS / 2,000 rpm)、キハ182形とキロ182形ではDML30HZ (660 PS / 2,000 rpm)であったのを、両者ともにキハ261系1000番台と同等のN-DMF13HZK(460 PS / 2100 rpm)、変速機がN-DW16Aに変更された。これに伴いクラッチのつなぎ替えは自動化されたが、従来車との併結を可能とするため変直切換の指令は出せるようになっている。車号は 原番+5000 を付番した。これにより、先頭車のキハ183形は機関出力が上がり、中間車のキハ182形は機関出力が下がったが、編成全体としての機関出力は下がっており、これに伴い、NN183系を使用している「北斗」の速度種別の設定が低くなっている。なお、この改造に伴い外装色（HET183色）を一部変更している。
2023年5月までに全車が廃車となり、区分消滅した。

#### 「とかち」「オホーツク」向け改造

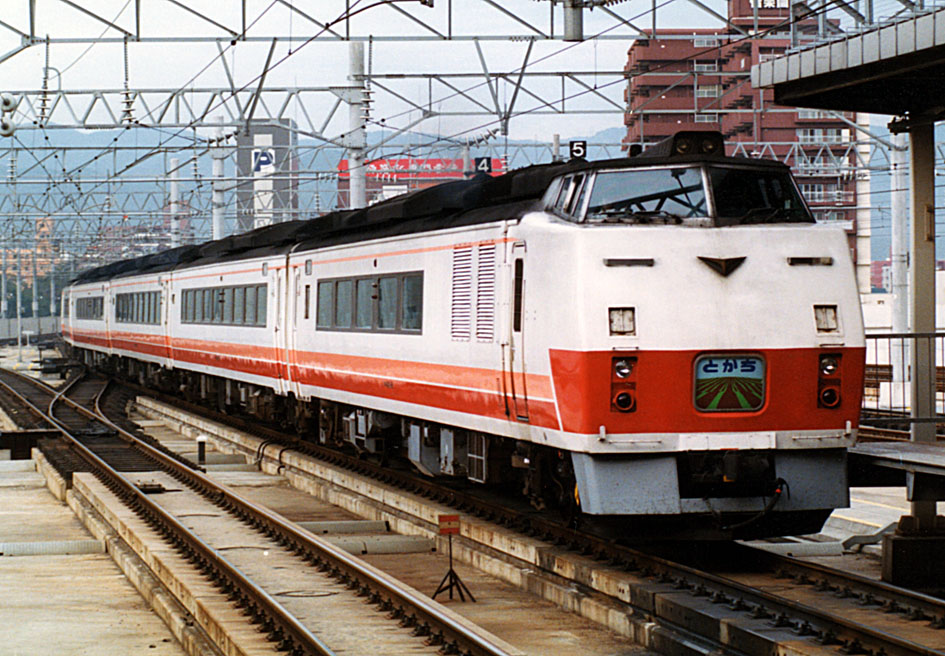
開閉式下降窓に変更したキハ183
「とかち」（1990年9月 / 札幌駅）

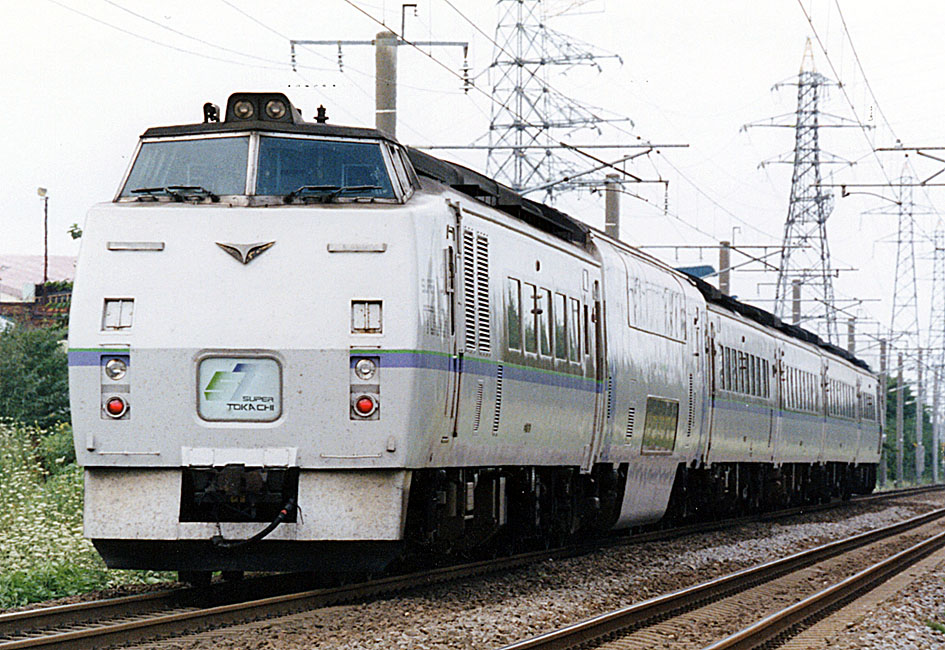
「スーパーとかち」
（1993年 / 長都駅付近）

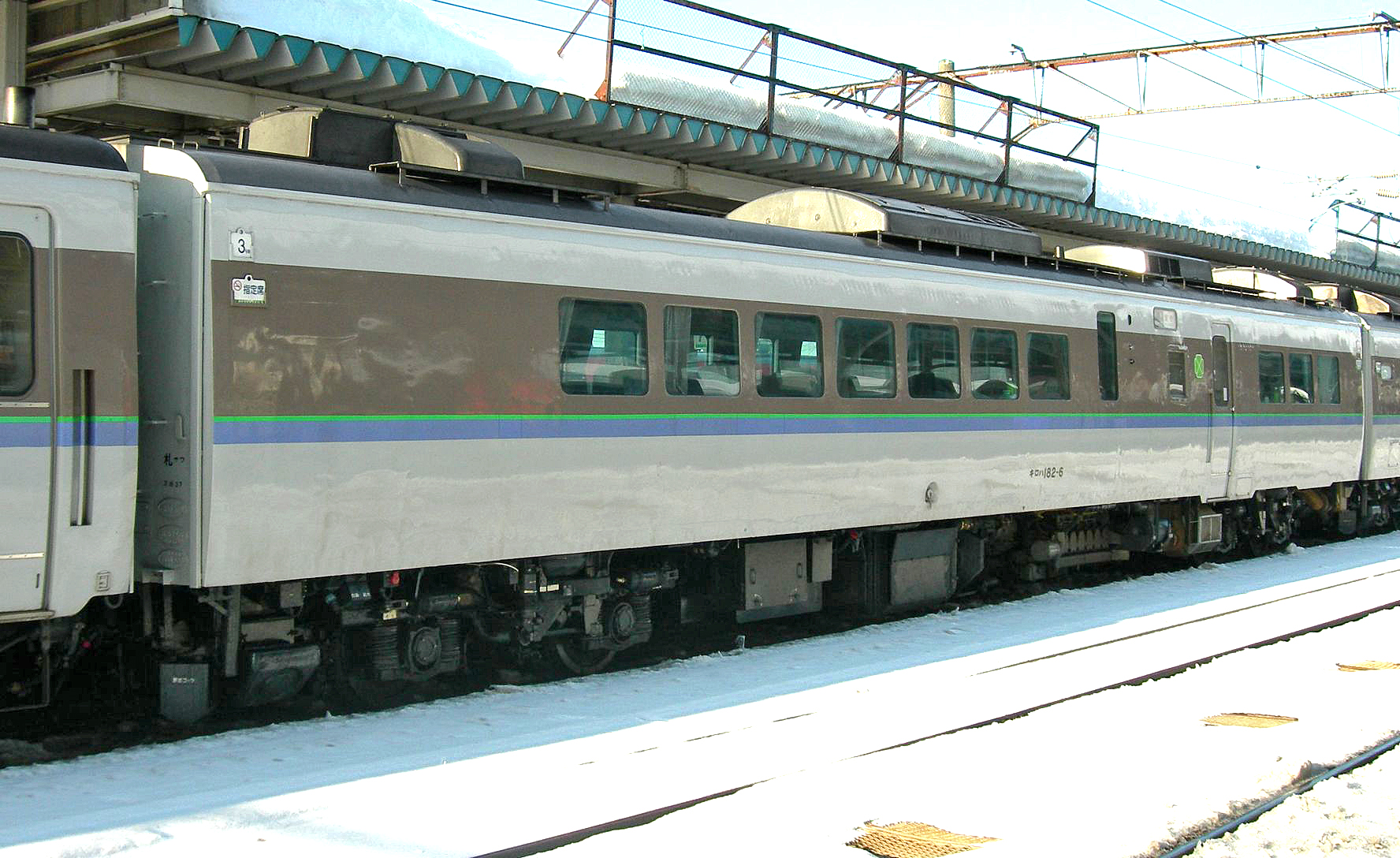
キロハ182-6
（2008年3月 / 函館本線 岩見沢駅）

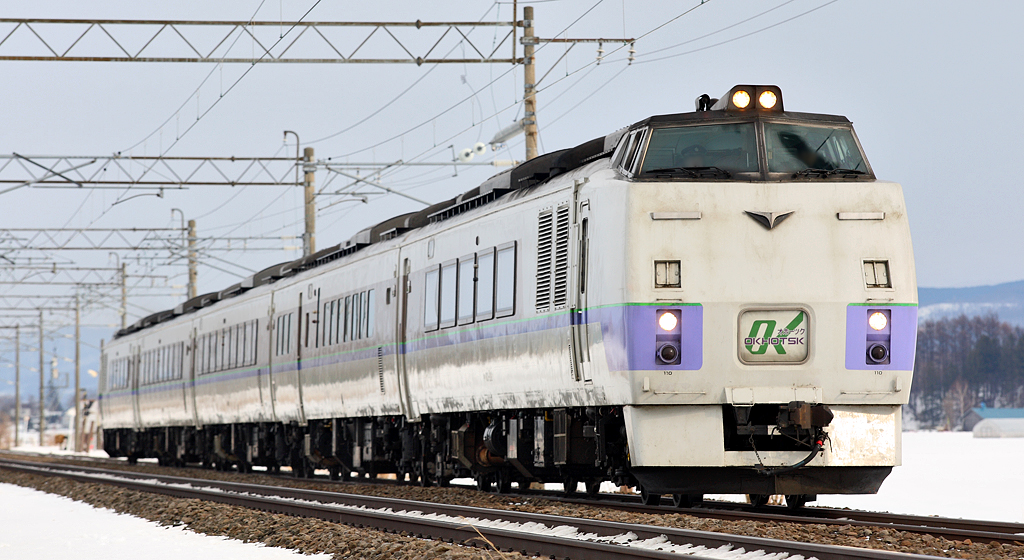
車販準備室を設置したキハ183
「オホーツク」（2009年1月）

車掌室設置改造（キハ183形）
1990年9月に新設された特急「とかち」ではグリーン車を連結しないため、編成中に車掌室を確保するために実施された改造である。
同列車に運用されるキハ183形（基本番台）の業務用室を車掌室・電話室に改造し、旧業務用室の固定窓は開閉式下降窓に変更された。改造による番号の変更はない。
- キハ183形（4両）：17 - 20

「スーパーとかち」用グレードアップ
1991年7月に新設された特急「スーパーとかち」に対応する改造である。
指定席車として使用する普通車（基本番台）12両の座席を785系電車と同等のバケットシートに交換し、内装材を更新した。外部塗色は同時に製作されたキサロハ182形に合わせ、濃淡グレーにラベンダーパープル+萌黄色の帯を配した意匠に改められた。
当該列車では編成中に付随車キサロハ182形を含むことから、編成全体の機関出力を補うためNN183系（キハ182形550番台）を組成した。NN183系の組込車は外板塗色の変更のみ施工し、内装の更新は行われていなかった。
- キハ183形（8両）：7 - 10, 17 - 20
- キハ182形（12両）：16, 17, 19, 20, 553 - 560

「オホーツク」用グレードアップ
1992年3月ダイヤ改正にあわせて特急「オホーツク」用車両の設備更新を行ったものである。
「スーパーとかち」用とは異なり、座席自体の交換は実施せず、モケットのみ交換された。外部塗色は、予備車共通化のため「スーパーとかち」用と同様のものに改められた。当初、先頭車の塗り分けは「オホーツク」用と「スーパーとかち」用で若干異なっていたが、後に「スーパーとかち」用が「オホーツク」用と同様の塗り分けに改められた。
同列車に組成されるキハ182-561・562、およびキロ182形については外板塗色のみを変更し、内装の更新は実施していない。
- キハ183形（10両）：11 - 16, 901 - 904
- キハ182形（10両）：41 - 48, 561, 562
- キロ182形（6両）：2 - 4, 6, 10, 901

| キハ183-214（2008年3月 / 函館本線 旭川駅）  |  | N-DMF13HZC エンジン 新潟鐵工所（現・新潟原動機）製 （キハ183-215） |
| キハ183-214 （2008年3月 / 函館本線 旭川駅） |  | N-DMF13HZC エンジン 新潟鐵工所（現・新潟原動機）製 （キハ183-215） |

駆動系出力増強改造（200番台）
キハ183形200番台
夜行特急「オホーツク9・10号」に寝台車スハネフ14形を組成するため、1992年にキハ183形（基本番台）の駆動系増強が行われた。対象は「オホーツク」用のキハ183形5両 (11 - 15) 。
機関は「ノースレインボーエクスプレス」（5200番台）で採用された DMF13HZC (420 PS / 2,000 rpm) に、変速機は N-DW14C （変速1段・直結2段）に交換された。減速機の換装も行われている。ブレーキ装置の仕様は変更されず、最高速度は 110 km/h のままである。番号は原番号に200を加えた付番である。
「北斗」の 130 km/h 運転用にNN183系を転用するため、1993年からは「スーパーとかち」用のキハ183形8両（7 - 10, 17 - 20）にも同一の改造が行われた。
2017年（平成30年）度までに全車が廃車された。
キハ182形200番台
「北斗」の 130 km/h 運転用にNN183系を転用するため、1993年に「スーパーとかち」用キハ182形（基本番台）の駆動系増強が行われた。対象は4両 (24 - 27) 。
機関は新型の N-DMF18HZ (600 PS / 2,000 rpm) 、変速機は N-DW17 （変速1段・直結3段）に変更した。ブレーキ装置の仕様は変更されず、最高速度は 110 km/h のままである。番号は原番号に200を加えた付番である。
「とかち」系統へのキハ261系1000番台投入で用途がなくなり、2007年（平成19年）度中に全車が廃車された。
グリーン・普通車化改造（キロハ182形）
特急「オホーツク」の利用率の低いグリーン車の輸送力適正化と利用の季節波動の大きい普通車の増結の抑制を図り、運用の合理化を図るため、1996年（平成8年）にキロ182形（基本番台）の車販準備室を普通客室に転用したものである。
車販準備室部分の側構体を撤去して新たな窓付きの側構体を取付け、新設した客室内には普通車用リクライニングシート16人分を設置した。屋上の水タンクは撤去され、新鮮外気導入装置も車端部に移設された。普通室部分の屋上には、普通室用の空調装置が増設されている。
グリーン室は、座席をキハ281系に準じた 2+1 人掛けのものに交換するとともに、車掌室寄りの1列分を喫煙室に転用した。これにより、グリーン室の定員は21人となっている。喫煙室部分の窓は縦長のものに変更されている。番号は原番号を踏襲し、形式のみ変更した。
この改造で「オホーツク」編成中に車販準備室がなくなるため、次項のとおり札幌方先頭車の業務用室を車販準備室に転用することとなった。
2018年（平成30年）7月1日の特急「オホーツク」「大雪」へのキロ182形500番台・7550番台（ハイデッカーグリーン車）導入で用途がなくなり、同年7月31日付で5両とも廃車となった。
| 車両形式    | 車両形式 | 車両番号     | 種車       | 改造   | 落成 配置 | 落成日         | 現行配置・処遇 | 転属・除籍日   | 最終 配置 | 備考 |
| ----------- | -------- | ------------ | ---------- | ------ | --------- | -------------- | -------------- | -------------- | --------- | ---- |
| キロハ182形 | 0番台    | キロハ182-2  | キロ182-2  | 苗穂工 | 札幌      | 1996年09月13日 | 廃車           | 2018年07月31日 | 苗穂      |      |
| キロハ182形 | 0番台    | キロハ182-3  | キロ182-3  | 苗穂工 | 札幌      | 1996年06月21日 | 廃車           | 2018年07月31日 | 苗穂      |      |
| キロハ182形 | 0番台    | キロハ182-4  | キロ182-4  | 苗穂工 | 札幌      | 1996年10月30日 | 廃車           | 2018年07月31日 | 苗穂      |      |
| キロハ182形 | 0番台    | キロハ182-6  | キロ182-6  | 苗穂工 | 札幌      | 1996年07月26日 | 廃車           | 2018年07月31日 | 苗穂      |      |
| キロハ182形 | 0番台    | キロハ182-10 | キロ182-10 | 苗穂工 | 札幌      | 1996年11月30日 | 廃車           | 2018年07月31日 | 苗穂      |      |

車販準備室設置（キハ183形200番台）
キロハ182形への改造に伴い、「オホーツク」編成中の車販準備室を確保するための改造である。
キハ183形の業務用室を車販準備室に改造し、業務用冷蔵庫やコーヒーメーカーの設置が行なわれた。外観は行先表示器が改造前の業務用室部分から隣接する客室部分へ移設された。対象となったのは、「オホーツク」用のキハ183形5両（211 - 215）で、その後「スーパーとかち」用の4両（207 - 210）にも同様の改造が行なわれている。改造による番号の変更はない。
- キハ183形（9両）：207 - 215

#### 「おおぞら」向け改造

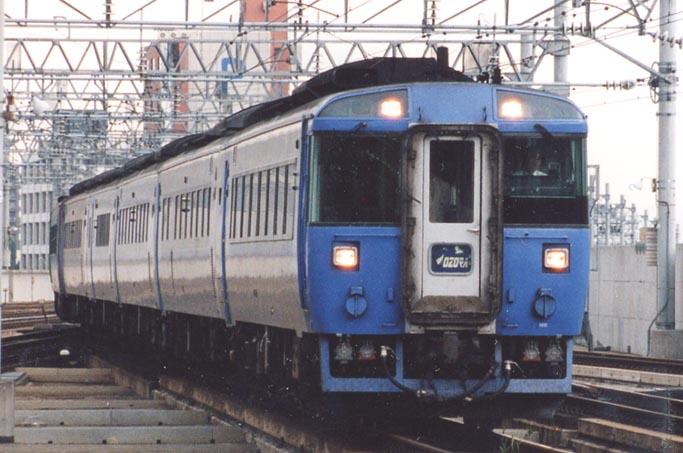
「おおぞら」（1998年8月 / 札幌駅）

グレードアップ改造
1997年（平成9年）3月ダイヤ改正の特急「スーパーおおぞら」運転開始に合わせ、特急「おおぞら」用車両の内外装を更新した。
床敷物・カーテン・仕切戸化粧板を更新し、普通車は座席モケットを張り替え、グリーン車では喫煙コーナーを設置し、座席の液晶ディスプレイを撤去した。一部の車両では座席をキハ283系と同一のものに交換した。
外部塗色は「北斗」系統の車両と同一の「HET183」色に変更されたが、キハ183形のスカートは「北斗」系統の車両と異なり青色である。
- 座席交換車
  - キハ183形（8両）：501, 503 - 505, 1551 - 1554
  - キハ182形（7両）：1 - 5, 10, 11
  - キハ184形（4両）：2, 6 - 8
  - キロ182形（3両）：1, 5, 7
  - キロ184形（1両）：901

- モケット張替車
  - キハ183形（3両）：101 - 103
  - キハ182形（9両）：6 - 8, 12 - 15, 28, 29

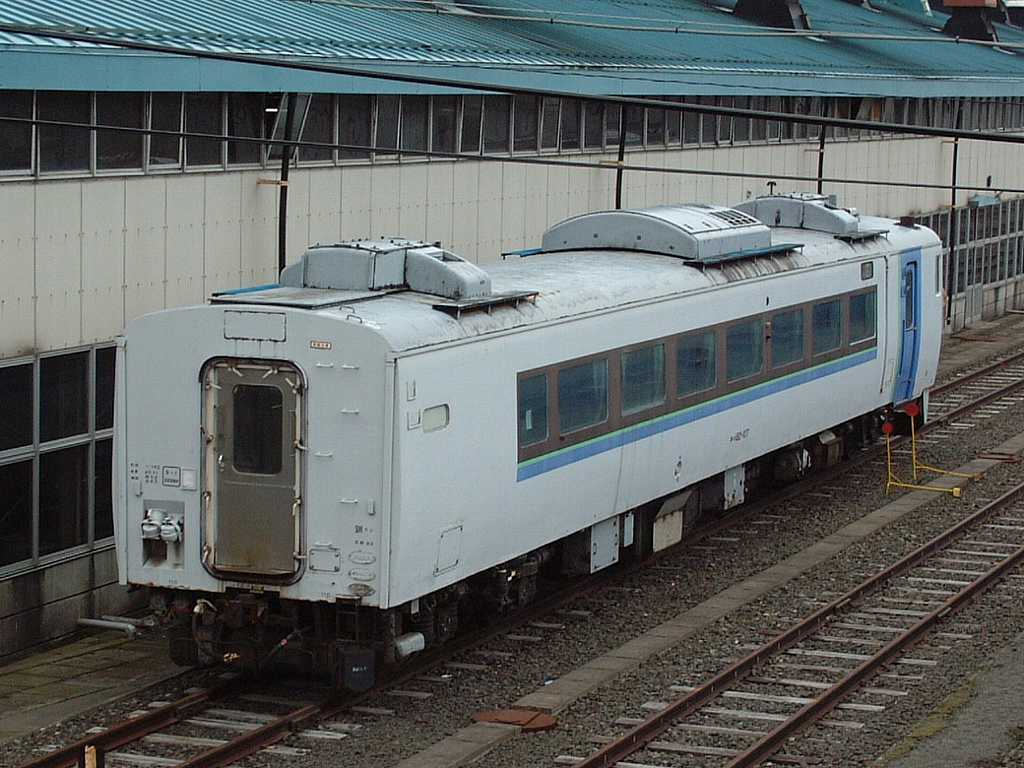
キハ182-107
（2005年5月 / 釧路運輸車両所）
トンネル対策のため貫通扉上部の通気口は塞がれている。

回送運転台設置改造（キハ182形100番台）
「おおぞら」系統において弾力的な輸送力調整を行うため、途中駅での分割併合が行えるよう中間車のキハ182形に回送用運転台を新設したものである。
1996年 - 1997年に3両が改造され、施工車は番号に100が加えられた。出入り台を移設して運転台を設置し、客室定員は8人減少して60人となった。
新設された運転台は、回送用とはいえ前照灯や尾灯のみならず列車防護無線装置やATS-SNといった保安装置など本線運転が可能な設備を完全に備えたもので、札幌駅 - 札幌運転所間などの回送時にも速度制限を受けることがない。
「とかち」系統へのキハ261系1000番台投入で用途がなくなり、2007年度中に全車が廃車された。
| 車両形式  | 車両形式 | 車両番号    | 種車      | 改造   | 落成 配置 | 落成日         | 処遇                   | 除籍日         | 最終 配置 | 備考 |
| --------- | -------- | ----------- | --------- | ------ | --------- | -------------- | ---------------------- | -------------- | --------- | ---- |
| キハ182形 | 100番台  | キハ182-106 | キハ182-6 | 釧路   | 釧路      | 1997年03月31日 | 譲渡（ミャンマー国鉄） | 2008年03月17日 | 釧路      |      |
| キハ182形 | 100番台  | キハ182-107 | キハ182-7 | 五稜郭 | 釧路      | 1997年01月10日 | 廃車                   | 2008年03月17日 | 釧路      |      |
| キハ182形 | 100番台  | キハ182-108 | キハ182-8 | 苗穂工 | 札幌      | 1996年12月27日 | 譲渡（ミャンマー国鉄） | 2008年03月17日 | 釧路      |      |

#### 宗谷本線系統の改造車
| 急行「利尻」前から2両目がキハ182形（札幌駅）  |  | 資材置き場として使用（2004年7月）  |
| 急行「利尻」 前から2両目がキハ182形（札幌駅） |  | 資材置き場として使用 （2004年7月） |

キハ400系への組込改造
老朽化したお座敷車キロ29形・キロ59形の取替え用として、宗谷本線系統の急行列車に用いられていたキハ400形3両をお座敷車に充当するため、その補充措置としてキハ182形を1997年に混結可能とする改造を実施し、急行「宗谷」「サロベツ」「利尻」の指定席車として使用された。
ジャンパ連結器とホロ座とさん板をキハ400系の仕様に変更したほか、洗面台の後方に自車及びキハ480にサービス電源を給電する発電機を設置した。これにより、定員が改造前の68名から52名に減少している。また、発電機前の通路には、腰当てクッションを設置している。さらに、行き先表示機が使用できないため、側面中心部の窓の下部にサボ受けが設置されている。外部塗色はキハ400系と同一の濃淡グレー+赤帯とされた。車両番号の変更はない。
2000年3月の宗谷本線高速化完成による急行の特急格上げで用途がなくなり、2002年度に全車が廃車された。
| 車両形式  | 車両形式 | 車両番号   | 改造   | 落成 配置 | 落成日         | 除籍日         | 最終 配置 | 備考 |
| --------- | -------- | ---------- | ------ | --------- | -------------- | -------------- | --------- | ---- |
| キハ182形 | 0番台    | キハ182-36 | 五稜郭 | 苗穂      | 1997年11月07日 | 2002年09月30日 | 函館      |      |
| キハ182形 | 0番台    | キハ182-37 | 苗穂工 | 苗穂      | 1997年10月02日 | 2002年09月30日 | 函館      |      |
| キハ182形 | 0番台    | キハ182-38 | 五稜郭 | 苗穂      | 1997年12月16日 | 2003年03月31日 | 苗穂      |      |

| 特急「サロベツ」（2005年5月 / 稚内駅）  |  | 特急「大雪」で運用されるキハ183 1555（2021年5月 / 呼人駅 - 女満別駅間）  |
| 特急「サロベツ」 （2005年5月 / 稚内駅） |  | 特急「大雪」で運用されるキハ183 1555 （2021年5月 / 呼人駅 - 女満別駅間） |

| 改装されたキハ183-1501車内（2020年8月）  |  | 増設された電源コンセント（2020年8月）  |
| 改装されたキハ183-1501車内 （2020年8月） |  | 増設された電源コンセント （2020年8月） |

特急「サロベツ」・「利尻」用改造
2000年3月の高速化完成により、宗谷本線に新設された4往復の特急列車のうち、2往復の「スーパー宗谷」には新製のキハ261系を使用し、14系寝台車を連結する夜行列車「利尻」、その間合い運用の「サロベツ」の各1往復に本系列を使用することとなった。
当該列車に使用する編成はキハ261系に準じた内装に改装された。座席は新品に交換され、座席の配色は稚内方から1両ごとに赤・緑・青で統一される。車内の各側窓下に電源コンセントを増設している。指定席として使用する キハ183-1501 - 1503 と キハ182-501 - 503 は座席間隔を従来の 940 mm から 1,040 mm に拡大した。
稚内方先頭車となる キハ183-1501 - 1503 では、デッキ側の座席3列分を撤去してトイレ・洗面所と清涼飲料水の自動販売機を設置した。定員は キハ183-1501 - 1503 で68人から48人に、 キハ182-501 - 503 では68人から60人に減少している。
後年、デッキと客室間の自動ドアのタッチセンサー化・貫通扉のオートクローザー機構設置が行われ、指定席用の6両では暖房装置の強化が行なわれている。
2017年3月の宗谷本線特急列車運転系統再編後は、他車と混用で特急「オホーツク」「大雪」で運用されていた。2023年5月までに全車が廃車された。
- キハ183形（6両）：1501 - 1504, 1555, 1556
- キハ182形（3両）：501 - 503

#### その他の改造

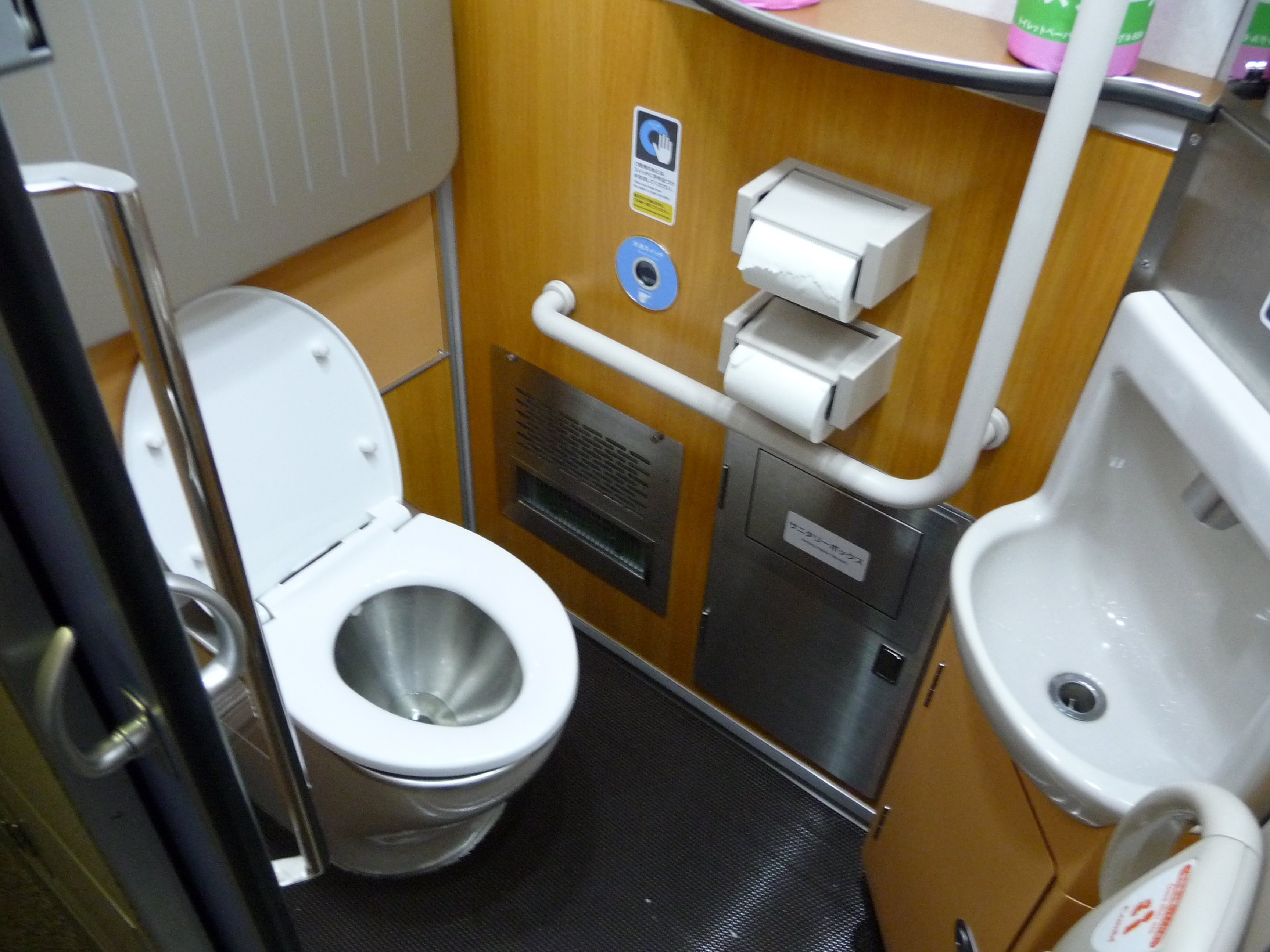
洋式化されたトイレ
（2008年8月撮影）

| 窓を強化改造した後期型編成 |  | 窓を強化改造した初期型編成 |
| 窓を強化改造した後期型編成 |  | 窓を強化改造した初期型編成 |

客室窓破損防止改造
2000年頃より冬季の窓ガラス破損事故が多発したため、破損防止のため客室窓にポリカーボネート板を追設する工事を行った。最高速度 120 km/h 以上に対応する N183 系・ NN183 系の全車を対象とし、連続窓構造の外枠を上張りして設置された。
初期型の基本番台では側窓にフィルムを貼付する対策を実施したが、後にポリカーボネート板の追設工事が行われた。試作車の900番台は廃車までポリカーボネート板の追設工事は行われなかった。
トイレの洋式化改造
お座敷車、および「サロベツ」「利尻」用改造車では真空式汚物処理装置による洋式トイレへの改造を行ったが、引き続き2001年から一部の車両について真空式の洋式トイレを設置する改造が行われた。
- キハ183形（4両）：501, 503 - 506
- キハ182形（36両）：39 - 48, 224 - 227, 504 - 513, 2551 - 2562
- キロ182形（8両）：504 - 508, 2551 - 2553
- キロハ182形（5両）：2 - 4, 6, 10

2006年からはトイレ・洗面所の大規模改造が行われている。これはトイレの洋式化とともに、従来の洗面所・隣接する自動消火装置を撤去し、小便所と扉つきの洗面所を新設するもので、洋式トイレにおむつ替え用台と赤ちゃんホルダーを、洗面所にはエアータオルと更衣用の踏み台、赤ちゃんホルダーを、新たに設置している。
- キハ182形（9両）：3, 11, 16, 21 - 23, 29 - 31

#### 観光・団体・臨時運用への対応

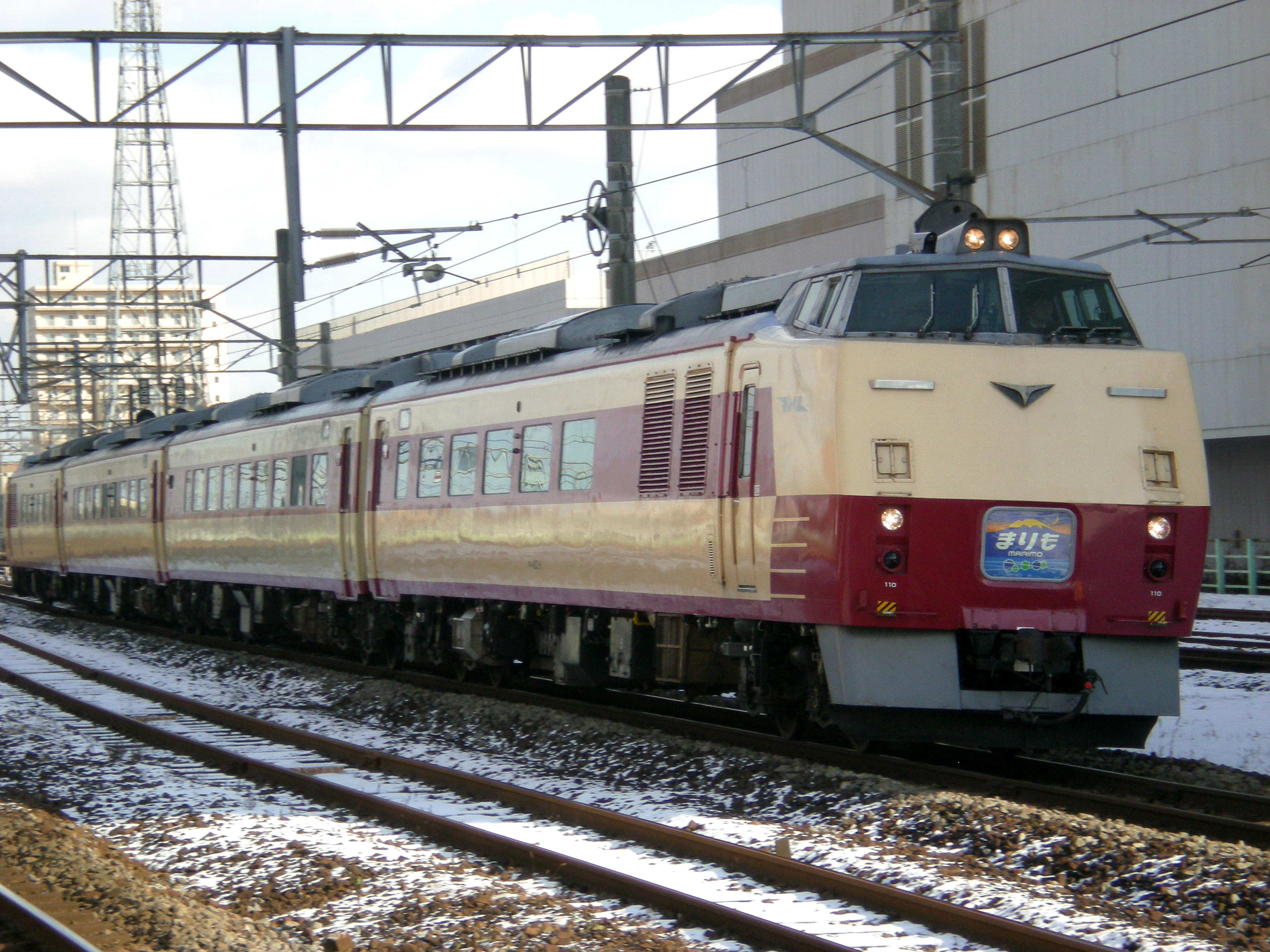
国鉄色復元編成の団体列車
（2009年11月 / 苫小牧駅）

「フラノエクスプレス」増結
キハ80系のリゾート編成「フラノエクスプレス」への増結用車両として、1990年1月からキハ184形1両を使用した。
キハ184-11 の制御回路をキハ80系の仕様に変更し、幌高さや外板塗色を同編成に合わせる変更を実施した。本車を組成した5両編成で運用されたが、同年中に増結運用を終了し一般の仕様に復元された。
なお同車は、1994年2月に発生した特急おおぞら脱線転覆事故で罹災し、1994年3月30日付で廃車となっている。
- キハ184形（1両）：11

「ちゃいるどさろん」（キハ183形）
客室内の一部をカーペット敷きとした子供向けの遊び場「ちゃいるどさろん」を設ける改造を1995年から実施した。
「おおぞら」に使用する キハ183-3 の前位側20名分の座席を撤去し、カーペット敷きの空間を設けた。1998年には臨時「オホーツク夏休み」号に使用する キハ183-5・6 に同様の改造を行った。
「オホーツク夏休み」用の2両は同列車の運転終了後に一般の座席へ復元され、 キハ183-3 は2007年に「旭山動物園号」編成の1両として改造されている。
- キハ183形（3両）：3, 5, 6

「ノースレインボーエクスプレス」代用（キハ183形）
1997年2月に根室本線内で踏切事故に遭遇した「ノースレインボーエクスプレス」編成の先頭車 キハ183-5201 を修理復旧するため、一般車のキハ183形を代用とした。
対象車は キハ183-1 で、外部塗装を キハ183-5201 に準じたものに変更し、青函トンネル通過対策として運転台側のスカートに元空気だめ管の引き通しを追加した。キハ183-5201 の修理復旧後すぐに「とかち色」に復元し、一般の運用に復帰している。
- キハ183形（1両）：1

| お座敷車となった6000番台（2009年10月 女満別駅）  |  | お座敷車の車内の様子（2008年12月）  |
| お座敷車となった6000番台 （2009年10月 女満別駅） |  | お座敷車の車内の様子 （2008年12月） |

お座敷車（6000番台）
JR北海道が従来より使用するお座敷車（急行形気動車改造）は最高速度 95 km/h であり、団体臨時列車での使用時に所要時間が長くなる難点があった。また、少人数の旅行に対応する設備や従来の特急列車に併結しての新たな需要喚起も求められていた。これらの需要に対応するため、特急形の本系列を1999年に改造したお座敷車両が本区分である。 N183系 から2両、 NN183系から1両の計3両が改造された。
N183系の2両は走行用機関と変速機を NN183系と同一仕様に変更し、 130 km/h 運転対応を全車に実施した。 120 km/h 車とのブレーキシリンダ圧切替機能を装備し、他の本系列全車との連結が可能である。青函トンネル通過対策がなされ、同トンネル内を電気機関車牽引により本州に乗り入れることが可能である。また、定期列車から分割して車両単独（先頭車のみ、もしくは先頭車+中間車）での回送ができるように、キハ183形後位およびキハ182形前後位に後部標識灯を取り付けている。外部塗色は側面上部を濃灰色、正面と側面下部を赤色、車体裾部とスカートを金色としている。
団体臨時列車として単独編成で使用するのみならず、閑散期には定期特急列車に併結して使用することも考慮され、団体使用時は床面を完全にフラットにできるが、定期列車併結時には車内販売や乗務員の往来のため中央部に通路を設けることができる構造とし、左右に2人用と4人用の座卓を設置している。それぞれの座卓の下部は深さ 30 cm の掘り炬燵構造としている。定員はキハ183形が団体使用時46人、キハ182形が56人であるが、定期列車併結時には、それぞれ36人・42人となる。
2015年3月31日付で中間車のキハ182-6001が除籍となり、先頭車のキハ183-6001は一般色に塗装変更された。
2022年5月31日付でキハ183-6001、キハ183-6101の2両も除籍となった。
| 車両形式  | 車両形式 | 車両番号     | 種車         | 改造   | 落成 配置 | 落成日         | 現行配置・処遇 | 転属・除籍日   | 最終 配置 | 備考     |
| --------- | -------- | ------------ | ------------ | ------ | --------- | -------------- | -------------- | -------------- | --------- | -------- |
| キハ183形 | 6000番台 | キハ183-6001 | キハ183-507  | 苗穂工 | 札幌      | 1999年01月30日 | 廃車           | 2022年05月31日 | 苗穂      | 塗色変更 |
| キハ183形 | 6000番台 | キハ183-6101 | キハ183-1557 | 苗穂工 | 札幌      | 1999年02月12日 | 廃車           | 2022年05月31日 | 苗穂      | 塗色変更 |
| キハ182形 | 6000番台 | キハ182-6001 | キハ182-514  | 苗穂工 | 札幌      | 1999年01月30日 | 廃車           | 2015年03月31日 | 苗穂      |          |

左：キハ183-6101（2009年9月 札幌運転所）
右：キハ182-6001（2009年9月 札幌運転所）
|      | ← 苗穂方面手稲方面 → | ← 苗穂方面手稲方面 → | ← 苗穂方面手稲方面 → |
| 号車 | 1                    | 2                    | 3                    |
| ---- | -------------------- | -------------------- | -------------------- |
| 形式 | キハ183-6101         | キハ182-6001         | キハ183-6001         |

国鉄色復元編成
臨時用として函館運輸所に配置される本系列の4両について、赤2号+クリーム4号の「国鉄色」への復元を2001年に実施した。次回検査までの一時的な措置とされていたが、検査後も引き続き国鉄色のまま使用された。
「とかち」系統のキハ261系導入で捻出された本系列車両による波動輸送用車両置換えに伴って運用を終了した。2009年12月以降、他の余剰車とともに釧路運輸車両所に疎開留置の後、2010年3月24日付で廃車となった。同年11月13日に釧路駅で展示の後、当該4両を含む本系列11両がミャンマー国鉄に売却された。
- キハ183形（2両）：1, 2
- キハ182形（2両）：1, 2

|      | ← 函館・釧路札幌 → | ← 函館・釧路札幌 → | ← 函館・釧路札幌 → | ← 函館・釧路札幌 → |
| 号車 | 1                  | 2                  | 3                  | 4                  |
| ---- | ------------------ | ------------------ | ------------------ | ------------------ |
| 形式 | キハ183-2          | キハ182-2          | キハ182-1          | キハ183-1          |

「旭山動物園号」編成
旭山動物園（旭川市）へのアクセス輸送に使用する車両について、内外装の改装工事を2007年に五稜郭車両所で実施した。当初は4両編成で使用を開始し、2008年4月28日以降は「オオカミ号」を追加して5両編成で使用する。2009年現在、全車ともポリカーボネート板の追設工事を実施済みである。
旭山動物園の元飼育係で絵本作家のあべ弘士がデザインを手がけ、旭川側から1号車「ホッキョクグマ号」（キハ183-3）、2号車「オオカミ号」（キハ182-46）、3号車「ライオン号」（キハ182-47）、4号車「チンパンジー号」（キハ182-48）、5号車「ペンギン号」（キハ183-4）と名づけられ、それぞれの動物の親子などの絵が描かれている。
接客設備にも種々の改装がなされており、各車両には動物をかたどった記念撮影用の「ハグハグシート」が設けられた。1号車の キハ183-3 は旧「ちゃいるどさろん」の空間を転用し、カーペット敷きで子供が靴を脱いで遊べる「モグモグコーナー」に改装された。また5号車の キハ183-4 には2007年12月の冬期運転より業務用室部分を転用した授乳室が設置された。車内メロディは童謡「森のくまさん」を用いる。
2007年（平成19年）より、週末やゴールデンウィーク、夏休みなどを中心に臨時特急「旭山動物園号」として運行を開始した。2013年（平成25年）4月に内外装のリニューアル工事を受けるため一時的に運休となり、同年7月13日より運行を再開している。
2017年（平成29年）5月19日、老朽化により年度中に廃車となることが発表された。その後も一時的に車両繰りの都合で運用に入っていたが、年度末の2018年（平成30年）3月をもって運行を終了し、同年6月30日付で5両とも廃車となった。後継となる専用編成の製造予定はなく、現在は789系を利用した特急「ライラック旭山動物園号」が運行されている。
| 車両形式  | 車両形式 | 車両番号   | 改造   | 落成 配置 | 落成日         | 現行配置・処遇 | 除籍日         | 最終 配置 | 備考 |
| --------- | -------- | ---------- | ------ | --------- | -------------- | -------------- | -------------- | --------- | ---- |
| キハ183形 | 0番台    | キハ183-3  | 苗穂工 | 苗穂      | 2007年04月03日 | 廃車           | 2018年06月30日 | 苗穂      |      |
| キハ183形 | 0番台    | キハ183-4  | 苗穂工 | 苗穂      | 2007年04月03日 | 廃車           | 2018年06月30日 | 苗穂      |      |
| キハ182形 | 0番台    | キハ182-46 | 苗穂工 | 苗穂      |                | 廃車           | 2018年06月30日 | 苗穂      |      |
| キハ182形 | 0番台    | キハ182-47 | 苗穂工 | 苗穂      | 2007年04月03日 | 廃車           | 2018年06月30日 | 苗穂      |      |
| キハ182形 | 0番台    | キハ182-48 | 苗穂工 | 苗穂      | 2007年04月03日 | 廃車           | 2018年06月30日 | 苗穂      |      |

旭山動物園号（2007年 - 2013年）
| 「旭山動物園号」苗穂 - 白石2010年2月5日  |  | 「旭山動物園号」白石駅 - 苗穂駅2010年8月28日  |
| 「旭山動物園号」苗穂 - 白石 2010年2月5日 |  | 「旭山動物園号」白石駅 - 苗穂駅 2010年8月28日 |

| 「チンパンジー号」ハグハグシート |  | 「ペンギン号」アニマルシート |  | 「ペンギン号」ハグハグシート |
| 「チンパンジー号」ハグハグシート |  | 「ペンギン号」アニマルシート |  | 「ペンギン号」ハグハグシート |

|      | ← 旭川札幌 →     | ← 旭川札幌 → | ← 旭川札幌 → | ← 旭川札幌 →   | ← 旭川札幌 → |
| 号車 | 1                | 2            | 3            | 4              | 5            |
| ---- | ---------------- | ------------ | ------------ | -------------- | ------------ |
| 形式 | キハ183-3        | キハ182-46   | キハ182-47   | キハ182-48     | キハ183-4    |
| 形式 | ホッキョクグマ号 | オオカミ号   | ライオン号   | チンパンジー号 | ペンギン号   |

旭山動物園号（2013年 - 2018年）
| 「極寒の銀世界号」正面 |  | 「極寒の銀世界号」ハグハグシート |  | 「北海道の大地号」ハグハグシート |
| 「極寒の銀世界号」正面 |  | 「極寒の銀世界号」ハグハグシート |  | 「北海道の大地号」ハグハグシート |

| 「熱帯のジャングル号」ハグハグシート |  | 「草原のサバンナ号」ハグハグシート |  | 「草原のサバンナ号」モグモグコーナー |
| 「熱帯のジャングル号」ハグハグシート |  | 「草原のサバンナ号」ハグハグシート |  | 「草原のサバンナ号」モグモグコーナー |

|      | ← 旭川札幌 →     | ← 旭川札幌 →       | ← 旭川札幌 →   | ← 旭川札幌 →   | ← 旭川札幌 →   |
| 号車 | 1                | 2                  | 3              | 4              | 5              |
| ---- | ---------------- | ------------------ | -------------- | -------------- | -------------- |
| 形式 | キハ183-3        | キハ182-46         | キハ182-47     | キハ182-48     | キハ183-4      |
| 形式 | 草原のサバンナ号 | 熱帯のジャングル号 | 北海道の大地号 | 鳥たちの大空号 | 極寒の銀世界号 |

駆動系出力適正化改造（400番台）
「とかち」系統へキハ261系を追加投入して余剰化した札幌運転所のN183系に対し、団体・波動輸送を主とする運用に供するため、機関出力の適正化（パワーダウン）を主とする改造を施したものである。
改造はキハ183形2両とキハ182形4両の合計6両に施工され、車両番号は原番号から100を減じた付番とされた。
改造後は函館運輸所に転属し、同所で波動輸送に用いられてきた初期車を淘汰した。2017年（平成29年）からキハ261系の函館運輸所への新製配置に伴い、「オホーツク」「大雪」用として苗穂運転所に転属・運用されていたが、2018年（平成30年）7月、同年3月まで「北斗」の運用に就いていた最高時速130 km/h、120 km/h車両の導入に伴い全車運用を離脱、2019年度末をもって車籍を抹消された。
| 車両形式  | 車両形式 | 車両番号    | 種車        | 改造 | 落成 配置 | 落成日         | 現行配置・処遇 | 転属・除籍日   | 最終 配置 | 備考 |
| --------- | -------- | ----------- | ----------- | ---- | --------- | -------------- | -------------- | -------------- | --------- | ---- |
| キハ183形 | 400番台  | キハ183-405 | キハ183-505 | 札幌 | 函館      | 2009年10月30日 | 廃車           | 2020年03月31日 | 苗穂      |      |
| キハ183形 | 400番台  | キハ183-406 | キハ183-506 | 札幌 | 函館      | 2009年10月30日 | 廃車           | 2020年03月31日 | 苗穂      |      |
| キハ182形 | 400番台  | キハ182-404 | キハ182-504 | 札幌 | 函館      | 2009年10月30日 | 廃車           | 2020年03月31日 | 苗穂      |      |
| キハ182形 | 400番台  | キハ182-405 | キハ182-505 | 札幌 | 函館      | 2009年10月30日 | 廃車           | 2019年12月28日 | 苗穂      |      |
| キハ182形 | 400番台  | キハ182-406 | キハ182-506 | 札幌 | 函館      | 2009年10月30日 | 廃車           | 2019年12月28日 | 苗穂      |      |
| キハ182形 | 400番台  | キハ182-413 | キハ182-513 | 札幌 | 函館      | 2009年10月30日 | 廃車           | 2020年03月31日 | 苗穂      |      |

## 運用の変遷
※編成中の一部に車体色が異なる車両を連結する場合がある。

### 国鉄時代
試作車12両は1979年9月に函館運転所（現・函館運輸所）に配置され、各種試験の後、1980年2月10日から函館 - 釧路間の特急「おおぞら4・5号」で運用を開始した。編成は食堂車の5号車は欠車で増結1号車を連結した10両で、1編成を隔日で使用する体制であった。
|      | ← 函館・釧路札幌 → | ← 函館・釧路札幌 → | ← 函館・釧路札幌 → | ← 函館・釧路札幌 → | ← 函館・釧路札幌 → | ← 函館・釧路札幌 → | ← 函館・釧路札幌 → | ← 函館・釧路札幌 → | ← 函館・釧路札幌 → | ← 函館・釧路札幌 → |
| 号車 | 10                 | 9                  | 8                  | 7                  | 6                  | 4                  | 3                  | 2                  | 1                  | 増1                |
| ---- | ------------------ | ------------------ | ------------------ | ------------------ | ------------------ | ------------------ | ------------------ | ------------------ | ------------------ | ------------------ |
| 形式 | キハ183 -900       | キハ182 -900       | キハ182 -900       | キハ184 -900       | キロ182 -900       | キハ182 -900       | キハ182 -900       | キハ182 -900       | キハ182 -900       | キハ183 -900       |

続いて、量産車が函館運転所・札幌運転所に配置され、1981年10月の石勝線開業時に「おおぞら」「北海」に投入された。1982年から「オホーツク」、1983年から「北斗」にも導入した。
|      | ← 釧路／札幌札幌／函館 → | ← 釧路／札幌札幌／函館 → | ← 釧路／札幌札幌／函館 → | ← 釧路／札幌札幌／函館 → | ← 釧路／札幌札幌／函館 → | ← 釧路／札幌札幌／函館 → | ← 釧路／札幌札幌／函館 → | ← 釧路／札幌札幌／函館 → | ← 釧路／札幌札幌／函館 → | ← 釧路／札幌札幌／函館 → |
| 号車 | 1                        | 2                        | 3                        | 4                        | 5                        | 6                        | 7                        | 8                        | 9                        | 10                       |
| ---- | ------------------------ | ------------------------ | ------------------------ | ------------------------ | ------------------------ | ------------------------ | ------------------------ | ------------------------ | ------------------------ | ------------------------ |
| 形式 | キハ183                  | キハ182                  | キハ182                  | キハ182                  | キハ182                  | キロ182                  | キハ184                  | キハ182                  | キハ182                  | キハ183                  |

1985年3月のダイヤ改正では短編成化による増発を実施した。キハ184形改造のキハ183形100番台とキロ184形900番台が登場する。当初、車両需給の関係からグリーン車を連結しない編成が存在した。
|      | ← 札幌函館 → | ← 札幌函館 → | ← 札幌函館 → | ← 札幌函館 → | ← 札幌函館 → | ← 札幌函館 → |
| 号車 | 1            | 2            | 3            | 4            | 5            | 6            |
| ---- | ------------ | ------------ | ------------ | ------------ | ------------ | ------------ |
| 形式 | キハ183      | キハ182      | キハ182      | キハ182      | キハ182      | キハ183      |

1986年11月のダイヤ改正に備えN183系を36両製作し、札幌運転所に配置した。同年10月に千歳線でエンジンを改造した500・1500番台（N183系）3両を使用した高速試験走行が行われ、当時の日本国内気動車列車の最高速度146.9 km/h を記録した。国鉄分割民営化後の1988年（昭和63年）2月には550・1550番台（NN183系）で高速試験走行を行い、153.5 km/h を記録している。
|      | ← 千歳方面札幌方面 → | ← 千歳方面札幌方面 → | ← 千歳方面札幌方面 → |
| 号車 | -                    | -                    | -                    |
| ---- | -------------------- | -------------------- | -------------------- |
| 形式 | キハ183 -500         | キハ182 -500         | キハ183 -1500        |

全車N183系とした編成は主に「おおぞら」で使用され、キハ183形500番台と従来型のキハ184形を組込んだ編成も存在した。グリーン車のキロ182は8両が増備され、初期車編成にも組込まれ普通車のみの編成を解消している。「北海」廃止に伴いキハ183系特急列車の全停車駅において車両の向きがほぼ統一される。本区分の使用開始により、キハ80系は北海道内定期列車での使用を終了した。
|      | ← 函館／釧路札幌 → | ← 函館／釧路札幌 → | ← 函館／釧路札幌 → | ← 函館／釧路札幌 → | ← 函館／釧路札幌 → | ← 函館／釧路札幌 → | ← 函館／釧路札幌 → | ← 函館／釧路札幌 → |
| 号車 | 8                  | 7                  | 6                  | 5                  | 4                  | 3                  | 2                  | 1                  |
| ---- | ------------------ | ------------------ | ------------------ | ------------------ | ------------------ | ------------------ | ------------------ | ------------------ |
| 形式 | キハ183 -1500      | キハ182 -500       | キハ182 -500       | キロ182 -500       | キハ182 -500       | キハ182 -500       | キハ182 -500       | キハ183 -1500      |

1987年のJR北海道発足時には、試作車12両・基本番台89両・N183系36両の合計137両が承継された。

### 民営化後の運用拡大
1988年3月のダイヤ改正では「北斗」で120 km/h運転実施のためNN183系8両を製作のうえ札幌運転所に配置し、本区分を主とする改良型のみで組成した編成を使用した。この編成では電源機関付きのキハ183形1500番台、1550番台を使用し、キハ183形500番台とキハ184形は初期車編成（基本番台・900番台）のみの運用となった。
|      | ← 函館／釧路札幌 → | ← 函館／釧路札幌 → | ← 函館／釧路札幌 → | ← 函館／釧路札幌 → | ← 函館／釧路札幌 → | ← 函館／釧路札幌 → | ← 函館／釧路札幌 → |
| 号車 | 7                  | 6                  | 5                  | 4                  | 3                  | 2                  | 1                  |
| ---- | ------------------ | ------------------ | ------------------ | ------------------ | ------------------ | ------------------ | ------------------ |
| 形式 | キハ183 -1500/1550 | キハ182 -500/550   | キロ182 -500       | キハ182 -500/550   | キハ182 -500/550   | キハ182 -500/550   | キハ183 -1500/1550 |

|      | ← 釧路札幌 → | ← 釧路札幌 → | ← 釧路札幌 → | ← 釧路札幌 → | ← 釧路札幌 → | ← 釧路札幌 → | ← 釧路札幌 → |
| 号車 | 7            | 6            | 5            | 4            | 3            | 2            | 1            |
| ---- | ------------ | ------------ | ------------ | ------------ | ------------ | ------------ | ------------ |
| 形式 | キハ183      | キハ182      | キロ182      | キハ182      | キハ182      | キハ184      | キハ183 -500 |

1990年9月に「とかち」が運行を開始。キハ183系0番台によるモノクラス5両編成であった。なお、同年より号車番号は帯広・釧路方が1号車となる。
|      | ← 帯広札幌 → | ← 帯広札幌 → | ← 帯広札幌 → | ← 帯広札幌 → | ← 帯広札幌 → |
| 号車 | 1            | 2            | 3            | 4            | 5            |
| ---- | ------------ | ------------ | ------------ | ------------ | ------------ |
| 形式 | キハ183      | キハ182      | キハ182      | キハ182      | キハ183      |

1991年7月、「スーパーとかち」用に2階建てグリーン車キサロハ182形を4両投入した。本形式が定期列車用のキハ183系最終増備となる。なお、帯広方キハ183形0番台はエンジン交換のため早期に離脱、代わりにキハ183形1550番台が連結された。エンジン交換されたキハ183形0番台は200番台として編成に復帰する。同様にキハ182形0番台の200番台化改造も行われた。
|      | ← 帯広札幌 → | ← 帯広札幌 →     | ← 帯広札幌 → | ← 帯広札幌 → | ← 帯広札幌 → | ← 帯広札幌 → |
| 号車 | 1            | 2                | 3            | 4            | 5            | 6            |
| ---- | ------------ | ---------------- | ------------ | ------------ | ------------ | ------------ |
| 形式 | キハ183      | キサロハ182 -550 | キハ182 -0   | キハ182 -550 | キハ182 -550 | キハ183      |

1992年に夜行「大雪」が「オホーツク」に、1993年に「まりも」が「おおぞら」に統合された際には寝台車を組成する必要から、14系客車を本系列編成の中間に組み込む対応がなされた。「オホーツク」は編成を短縮し、「スーパーとかち」に準じた新しい前面デザインの塗装となり、後に「スーパーとかち」も新塗装となった。札幌方先頭車はエンジン交換した200番台となる。
|      | ← 遠軽札幌／網走 → | ← 遠軽札幌／網走 → | ← 遠軽札幌／網走 → | ← 遠軽札幌／網走 → | ← 遠軽札幌／網走 → |
| 号車 | 1                  | 2                  | 3                  | 4                  | 5                  |
| ---- | ------------------ | ------------------ | ------------------ | ------------------ | ------------------ |
| 形式 | キハ183            | キハ182            | スハネフ14 -500    | キロ182            | キハ183 -200       |

|      | ← 釧路札幌 → | ← 釧路札幌 → | ← 釧路札幌 →    | ← 釧路札幌 →  | ← 釧路札幌 → | ← 釧路札幌 → |
| 号車 | 1            | 2            | 3               | 4             | 5            | 6            |
| ---- | ------------ | ------------ | --------------- | ------------- | ------------ | ------------ |
| 形式 | キハ183      | キハ182      | スハネフ14 -500 | オハネ14 -500 | キハ184      | キハ183 -500 |

1994年（平成6年）2月22日には、釧路駅発札幌駅行きの上り特急「おおぞら」10号が石勝線の西新得信号場 - 広内信号場間（根室本線との重複区間）を走行中に強風に煽られて3両が脱線転覆する事故が発生した。罹災したキハ183-502、キハ182-33、キハ184-11の3両は同年3月30日付で本系列初の廃車（車籍抹消）となった。
1994年3月にキハ281系の「スーパー北斗」導入にあわせ、N183系・NN183系の一部車両は前述の改造工事を施行の上専用編成が組まれ130 km/h運転を開始。120 km/h運転対応の車両は別編成とした。
|      | ← 函館札幌 →  | ← 函館札幌 →  | ← 函館札幌 →  | ← 函館札幌 →  | ← 函館札幌 →       |
| 号車 | 1             | 2             | 3             | 4             | 5                  |
| ---- | ------------- | ------------- | ------------- | ------------- | ------------------ |
| 形式 | キハ183 -3550 | キハ182 -2550 | キロ182 -2550 | キハ182 -2550 | キハ183 -3550/4550 |

|      | ← 函館札幌 →       | ← 函館札幌 → | ← 函館札幌 → | ← 函館札幌 → | ← 函館札幌 →            |
| 号車 | 1                  | 2            | 3            | 4            | 5                       |
| ---- | ------------------ | ------------ | ------------ | ------------ | ----------------------- |
| 形式 | キハ183 -1500/1550 | キハ182 -500 | キロ182 -500 | キハ182 -500 | キハ183 -1500/1500/4550 |

1996年、「オホーツク」のキロ182形をキロハ182形に改造し、キハ183形に車販準備室の設置工事を順次実施。
|      | ← 遠軽札幌／網走 → | ← 遠軽札幌／網走 → | ← 遠軽札幌／網走 → | ← 遠軽札幌／網走 → |
| 号車 | 1                  | 2                  | 3                  | 4                  |
| ---- | ------------------ | ------------------ | ------------------ | ------------------ |
| 形式 | キハ183            | キハ182            | キロハ182          | キハ183 -200       |

### 置き換えの開始
1997年3月にキハ281系の改良形となるキハ283系が石勝線の「スーパーおおぞら」で運転開始後、本系列の使用範囲は縮小に転じる。2000年には宗谷本線系統の優等列車特急化で「利尻」「サロベツ」での使用を開始したが、翌2001年にはキハ283系の増備完了により「おおぞら」での運用が終了する。夜行の特急は「まりも」に改称して運行継続となった。同年から老朽化による本系列の淘汰が開始され、試作車12両は同年中に全車が廃車された。以後、基本番台を中心に淘汰が進捗することとなる。
|      | ← 稚内札幌 →  | ← 稚内札幌 → | ← 稚内札幌 →    | ← 稚内札幌 →       |
| 号車 | 1             | 2            | 3               | 4                  |
| ---- | ------------- | ------------ | --------------- | ------------------ |
| 形式 | キハ183 -1500 | キハ182 -500 | スハネフ14 -500 | キハ183 -1500/1550 |

|      | ← 稚内札幌 →  | ← 稚内札幌 → | ← 稚内札幌 →       |
| 号車 | 1             | 2            | 3                  |
| ---- | ------------- | ------------ | ------------------ |
| 形式 | キハ183 -1500 | キハ182 -500 | キハ183 -1500/1550 |

|      | ← 帯広札幌 →  | ← 帯広札幌 → | ← 帯広札幌 → | ← 帯広札幌 → | ← 帯広札幌 →  |
| 号車 | 1             | 2            | 3            | 4            | 5             |
| ---- | ------------- | ------------ | ------------ | ------------ | ------------- |
| 形式 | キハ183 -1550 | キハ182 -500 | キロ182 -500 | キハ182 -500 | キハ183 -1550 |

|      | ← 釧路札幌 →  | ← 釧路札幌 → | ← 釧路札幌 → | ← 釧路札幌 → | ← 釧路札幌 → | ← 釧路札幌 → |
| 号車 | 1             | 2            | 3            | 4            | 5            | 6            |
| ---- | ------------- | ------------ | ------------ | ------------ | ------------ | ------------ |
| 形式 | キハ183 -1550 | キハ182      | キロ182      | キハ182      | キハ184      | キハ183 -500 |

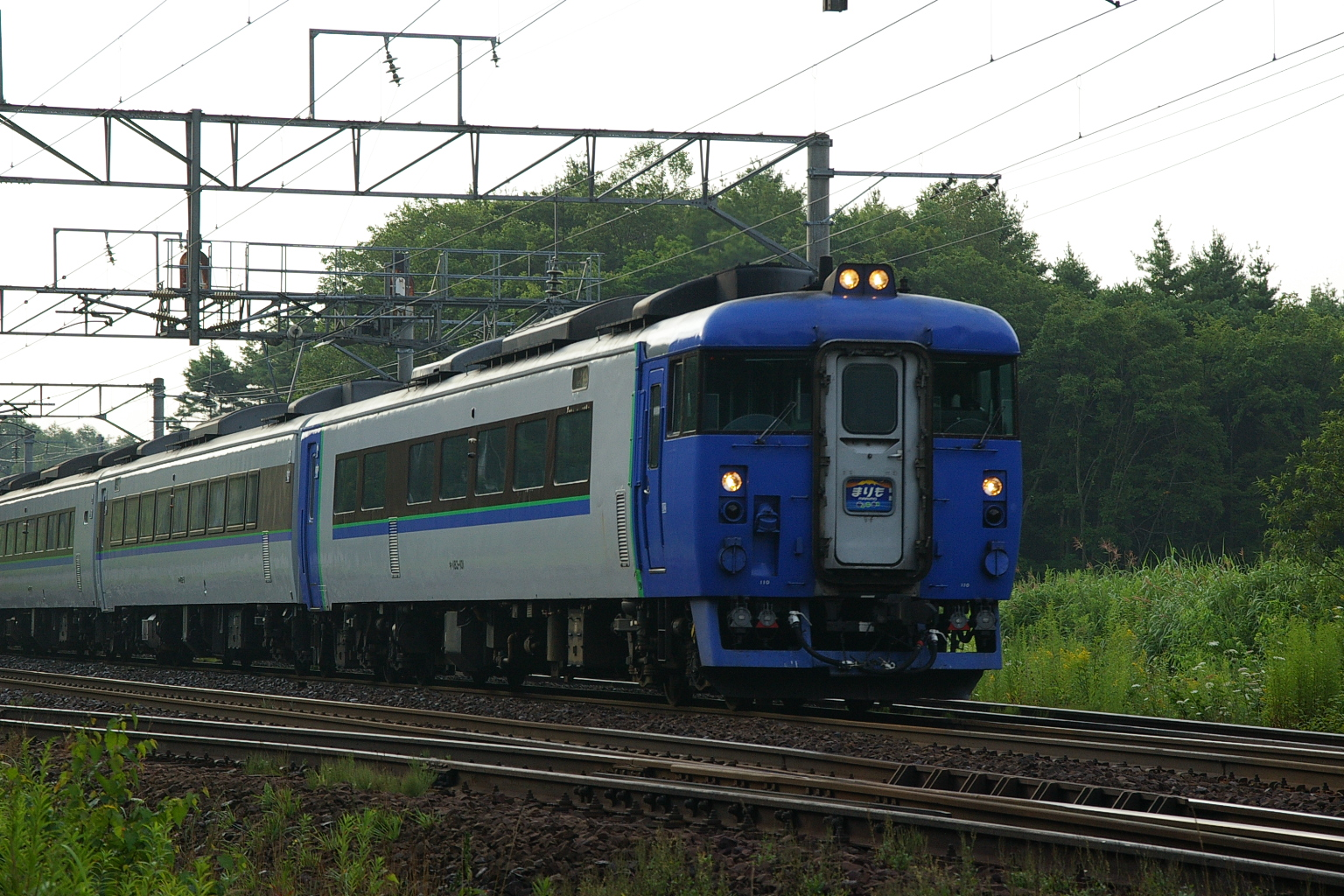
「まりも」に使用される
キハ183形100番台
（2008年8月 / 千歳線 西の里信号場）

2007年にはキハ261系が「とかち」系統で使用を開始し、同系統で使用してきた出力増強改造車なども淘汰の対象となった。利用の振るわない夜行列車の運用も、臨時列車化などで運転本数は漸次削減され「利尻」「オホーツク」はそれぞれ2007年9月・2008年3月で運行を終了した。残存した「まりも」も2008年8月で運転を終了、本系列の夜行運用は終了した。
2009年には「とかち」での運用を終了し、翌2010年に500番台（N183系）の4両が廃車となる。余剰となったキハ183形1550番台は「オホーツク」に転用された。
釧路運輸車両所にはキサロハ182形 (551 - 554) の4両が保留車として最後まで配置されていたが、2013年内に全て廃車となり、配置がなくなった。
|      | ← 釧路札幌 → | ← 釧路札幌 → | ← 釧路札幌 →    | ← 釧路札幌 → | ← 釧路札幌 → |
| 号車 | 1            | 2            | 3               | 4            | 5            |
| ---- | ------------ | ------------ | --------------- | ------------ | ------------ |
| 形式 | キハ183 -200 | キハ182      | スハネフ14 -500 | キハ182      | キハ183      |

#### 火災事故による運休・臨時特急
2013年（平成25年）には、キハ183系を使用する特急「北斗」においてエンジントラブルが相次いだ。4月8日には八雲駅構内にて特急「北斗」20号の4号車エンジンが破損し、発煙する事故が発生。7月6日には函館本線の山崎駅 - 鷲ノ巣駅間を走行していた特急「北斗」14号の4号車（キハ182-2557）床下のDML30HZ形エンジンからエンジンブローに伴う出火事故が発生。JR北海道はこの問題を鑑み、7月8日に事故車両と同種のDML30HSJ・DML30HZ形エンジンを搭載する車両（N183系・NN183系の12気筒エンジン搭載車）36両の使用を当分の間休止し、当車両を編成する特急「北斗」4往復（下り5・11・15・19号／上り4・8・14・20号）と特急「サロベツ」1往復を全区間運休とすることを発表した。なお、「北斗」17号についてはキハ281系気動車による代走運転を実施。
7月13日から運休中の定期「北斗」を補完するため、臨時「北斗」をリゾート車両で運行開始。これに伴いキハ183系の運行は基本番台を連結する編成（最高速度110 km/h）の「オホーツク」と臨時特急「北斗」のみとなり、後期型車両（N183系・NN183系）は36両の他に専用編成（最高速度130 km/h）のみ連結可能なキハ183形3550番台も使用できない状況となっていた。これらは2014年（平成26年）7月31日まで続いた。
2013年11月1日のダイヤ変更では、特急「北斗」3往復の最高速度が130 km/hから120 km/hに引き下げられた。
使用停止車両・36両
- キハ183形（5両）：405, 406, 503, 504, 6001
- キハ182形（26両）：404 - 406, 413, 501 - 503, 507 - 512, 2551 - 2562, 6001
- キロ182形（5両）：504, 505, 2551 - 2553

|      | ← 函館札幌 →         | ← 函館札幌 → | ← 函館札幌 → | ← 函館札幌 → | ← 函館札幌 →              |
| 号車 | 1                    | 2            | 3            | 4            | 5                         |
| ---- | -------------------- | ------------ | ------------ | ------------ | ------------------------- |
| 形式 | キハ183 -0/1500/1550 | キハ182 -0   | キハ182 -0   | キハ182 -0   | キハ183 -0/1500/1550/4550 |

JR北海道は該当車両について調査を進めていたが、以下の原因が判明した。
原因
スライジングブロック破損原因
- 国鉄時代の1986年に製造したN183系は開発当時、高速化を目的に、燃料制御装置のサーボモーターを大型化したが、これによりノッチ切換時に発生するサーボモーターのピストン作動棒に大きな動きや、ピストンを動作させる油圧に急激な変化が発生し、燃料制御装置のサーボモーターのピストンストロークが必要な可動域を超え、大幅かつ急速に変位(徒動、しゃくり)が発生していた。
- この異常な変位が、ノッチ切換の度に繰り返し発生し、スライジングブロックに設計想定を超えた大きな負荷が作用した。

エンジンブロック破損原因
- スライジングブロックが破損した際に燃料噴射ポンプは燃料供給を続け、エンジンが過回転状態となったこと、また、過回転状態を検出してエンジンを止める機構がなかった。

JR北海道では下記の対策を講じた上で、運休となっていた「北斗」の一部列車と「サロベツ」を2014年8月1日から運行再開した。
措置
負荷軽減対策(スライジングブロック折損対策)
- 燃料制御装置サーボモーターピストン作動棒の可動域の調整機構(ストッパ)を新設。
- 燃料制御装置のピストン内圧の急激な変化を抑制するために油圧回路入り口部に絞りを追加。

多重防護対策(エンジンブロック破損対策)
- 燃料噴射ポンプコントロールラックに戻しばねを新設し、スライジングブロック折損時に過回転を防止する。
- 機関の過回転を検出し、機関を強制的に停止させるシステムを新設。

定期特急ではDML30HZ形エンジン搭載車のキハ182-2550番台車、DML30HSJ形改造のDML30HZ形エンジン搭載車のキロ182-2550番台車は順次新エンジンに換装された。お座敷車ではDML30HSJ形改造のDML30HZ形エンジンを搭載するキハ182-6001は廃車、キハ183-6001、キハ183-6101は塗装変更されお座敷の旅客運用は休止となった。ただし、回送車の牽引や試運転、締切扱いで定期特急の先頭車に使用することがある。

### 石北本線への集約と引退

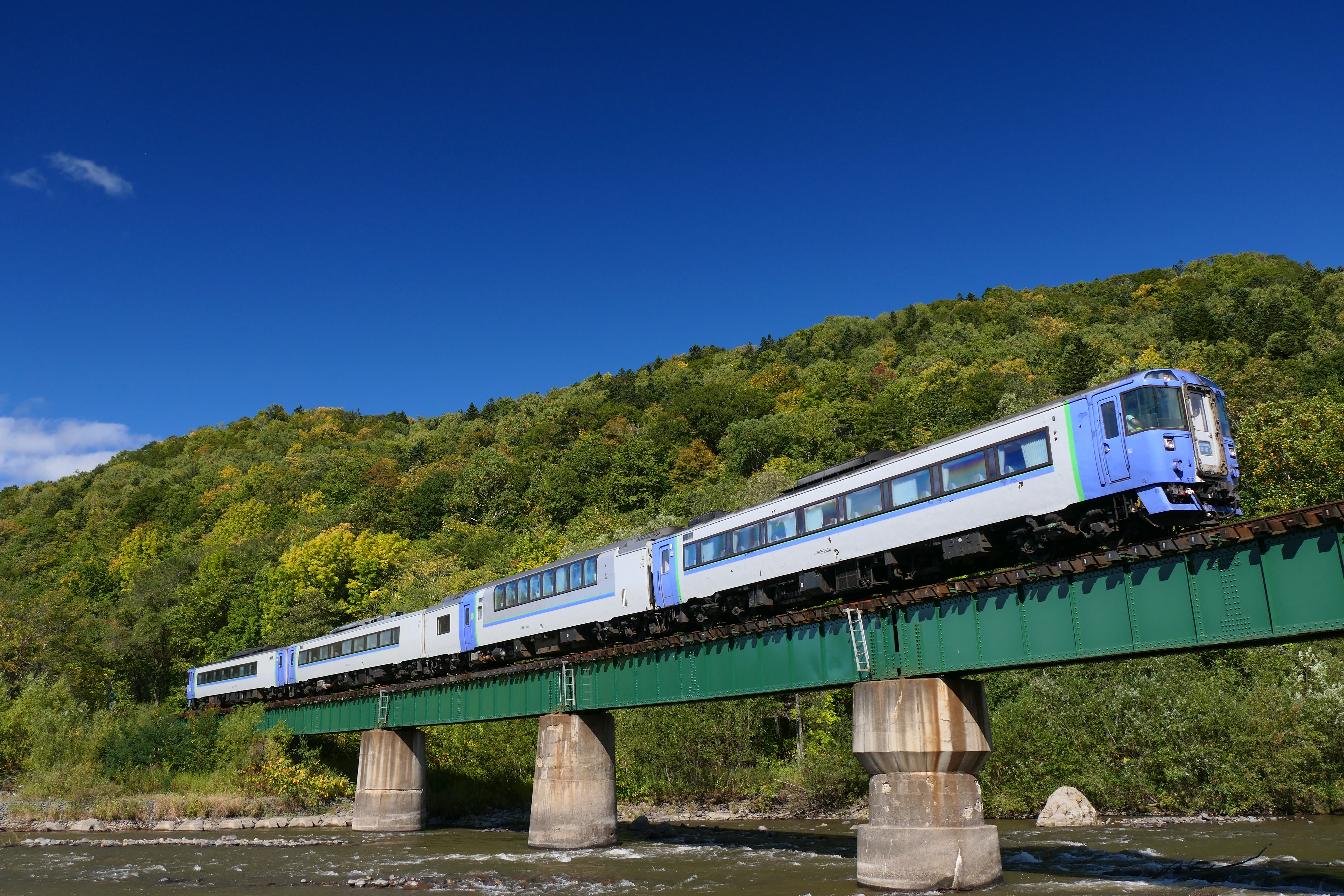
石北本線の特急大雪で使用されるキハ183系

2015年1月15日には、JR北海道が定例記者会見において、今後5年間にキハ183系のうち1981年-1983年に製造された初期量産車（基本番台）から優先的に更新していく方針を示した。また、JR北海道が2015年3月24日に発表した「安全投資と修繕に関する5年間の計画」において、「北斗」で使われているキハ183系後期型22両の重要機器更新工事を2015年度末までに完了すること、キハ183系基本番台34両を廃車とし、キハ261系1000番台の増備を2016年度から2017年度末までに行うこと、そして2019年度以降に残りのキハ183系・キハ281系・キハ283系の老朽取替に着手することを公式に発表している。
なお、老朽化に伴う代替車両確保が困難な面と高規格道路の延伸による特急列車の利用客減少を踏まえ、2017年3月4日に実施されるダイヤ改正では「オホーツク」2往復と「スーパー宗谷」「サロベツ」各1往復の札幌駅 - 旭川駅間を廃止（旭川で電車特急「ライラック」に接続）することにより、運行に必要な車両数を減らすとともに、「スーパー北斗」への新車投入も最小限に抑える。
2018年3月17日のダイヤ改正により、札幌駅 - 函館駅間の特急は全て他形式の「スーパー北斗」となるため、前日の16日をもって「北斗」の運行を終了した。
|      | ← 函館札幌 →  | ← 函館札幌 →  | ← 函館札幌 →  | ← 函館札幌 →  | ← 函館札幌 →  | ← 函館札幌 →  | ← 函館札幌 →            |
| 号車 | 1             | 2             | 3             | 4             | 5             | 6             | 7                       |
| ---- | ------------- | ------------- | ------------- | ------------- | ------------- | ------------- | ----------------------- |
| 形式 | キハ183 -8550 | キハ182 -7550 | キロ182 -7550 | キハ182 -7550 | キハ182 -7550 | キハ182 -7550 | キハ183 -4550/8550/9550 |

改正後、基本番台の14両（旭山動物園号を除く）は順次廃車となる。旭山動物園号の5両も2018年3月25日をもって運行終了し、2018年6月30日付で廃車された。
さらに、JR北海道は2018年3月、同年6月までに基本番台全車を引退させることを発表。「オホーツク」「大雪」をグリーン車を2号車にした編成に順次変更し、基本番台の定期運行は前日の6月30日をもって全て終了。その後全車が廃車となり、函館運輸所の本形式の配置もなくなった。
最後まで残った「オホーツク」「大雪」での運用も2023年3月18日のダイヤ改正をもってキハ283系に置き換えられ、本系列は全ての定期運用を終了。道内各地へのラストラン列車を経て全車両が引退した。これにより、JR北海道管内で定期運用を持つ特急形車両はJR発足後の車両に統一された。
運用終了後も一部の車両が残存していたものの、2024年2月までに「ノースレインボーエクスプレス」を含めた全車両が廃車され、JR北海道所属の本系列は全廃となった。
|      | ← 遠軽札幌／旭川／網走 →           | ← 遠軽札幌／旭川／網走 → | ← 遠軽札幌／旭川／網走 → | ← 遠軽札幌／旭川／網走 →           |
| 号車 | 1                                  | 2                        | 3                        | 4                                  |
| ---- | ---------------------------------- | ------------------------ | ------------------------ | ---------------------------------- |
| 形式 | キハ183 -1500/1550/4550 /8550/9550 | キロ182 -500 /7550       | キハ182 -500 /7550       | キハ183 -1500/1550/4550 /8550/9550 |

## 他鉄道事業者への譲渡

### ミャンマー国鉄
以下の車両がミャンマー国鉄に譲渡されているが、2012年で運用を終了している。
- キハ183-1・2・103・207・217
- キハ182-1・2・4・5・13・17・106・108・224 - 227
- キハ184-2・7

### タイ国有鉄道

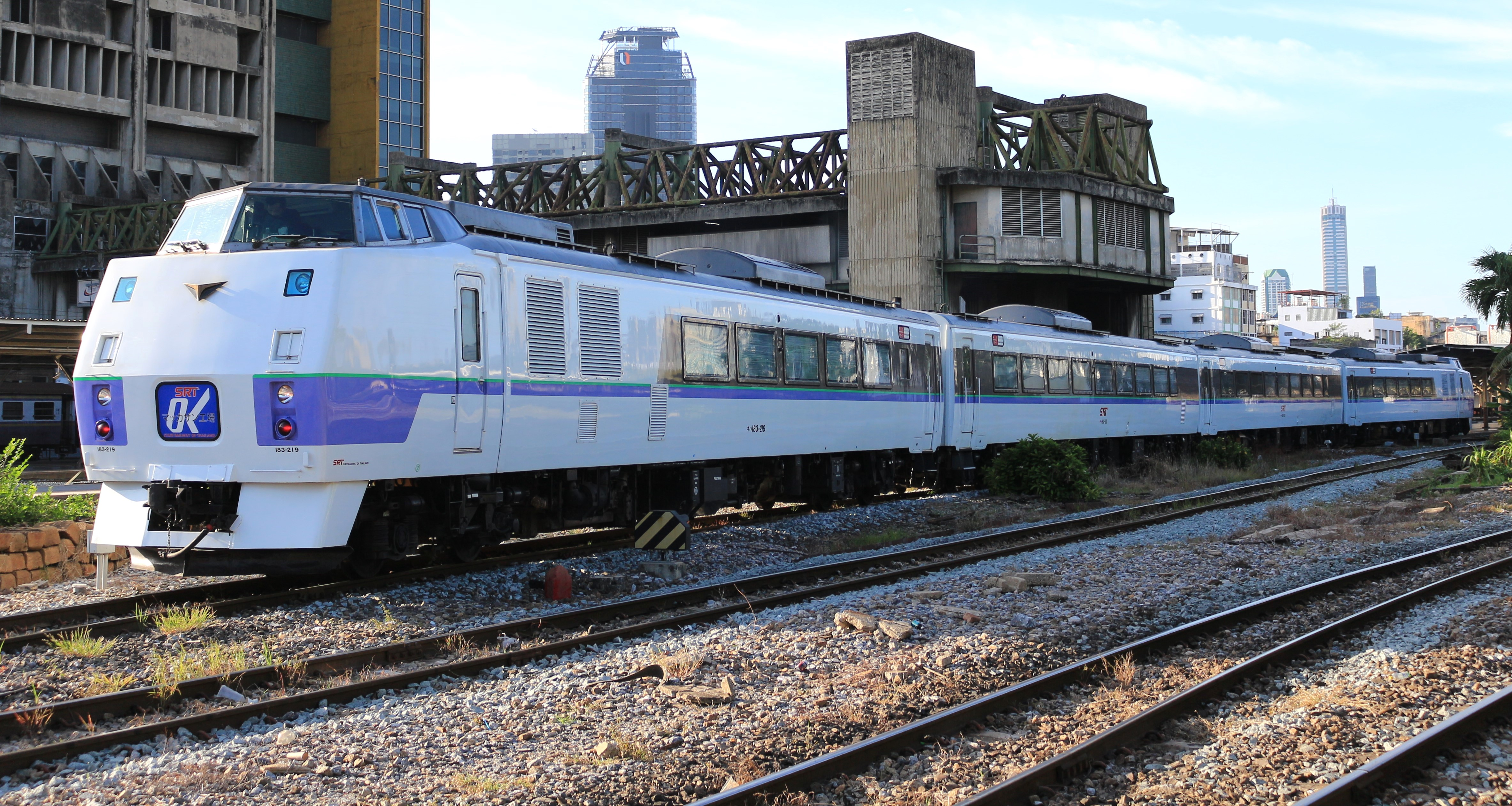
キハ183-219
フワランポーン駅にて

新型コロナウイルス感染症が蔓延する以前に、引退した本形式のうち17両がタイ国有鉄道に無償譲渡されることが決まっていた。しかし、コロナ禍もありタイ側の事情で輸送費用の予算が下りず、室蘭港で長期間野ざらしにされた（ただ、その間も定期的にエンジンを起動するなどし、極力劣化を防ぐ努力はなされた）。結果的に4年ほど室蘭港に留置されたままとなっていたが、2021年にタイ側から予算が下りたことで、ようやく輸送されることとなり、同年12月にタイに到着した。
タイ到着後は、国鉄マッカサン工場にて台車交換や改造・改修、再塗装などが行われており、この時に併せて運転台上部のヘッドライトが撤去され車体に新たにヘッドライトが追設された。2022年9月には3両の整備が完了し試運転を実施、12月24日にバンコク - チャチューンサオ（バンコクの東方約60 km）へ向かう観光列車として旅客運行を開始した。のちタイ国内で、バンコクと観光地アユタヤなどを結ぶ観光列車として使用されている。
2022年11月には泰緬鉄道にも試運転で入線しており、こちらでの観光列車の設定も予定されている。
なおタイ国鉄は、譲渡車両のタイ到着時に「車両自体は今後50年間に渡って使用され続ける予定」と発表している。

### シエラレオネの民間鉄道会社 → マタディ・キンシャサ鉄道
2023年まで「オホーツク」「サロベツ」で運用され廃車されたキハ183系18両とそのエンジンや車輪等関連部品については、アフリカ西部のシエラレオネの民間鉄道会社に売却され、同年9月3日には先行する7両を積み込んだ貨物船がシエラレオネに向けて出港した。
しかし、シエラレオネ政府が管理している線路の使用許可が下りなくなったことなどから、急きょ、輸出先の変更の調整が行われた。その結果、コンゴ民主共和国の国営企業であるオナトラが車両を取得し、マタディ・キンシャサ鉄道の再建に充てられることになり、7両を載せた船は同年12月13日にマタディ港に到着した。その際に、塗装もコンゴ民主共和国の国旗のような青地に赤帯、その間に黄色が入った塗装にされている。コンゴ民主共和国では2024年以降に運行される予定である。

### カンボジア・ロイヤル鉄道
2023年まで「オホーツク」「サロベツ」で運用され廃車されたキハ183系18両のうち、シエラレオネへの輸出が中止された11両は、函館港に数カ月留置された後カンボジア・ロイヤル鉄道へ売却され、2024年4月に函館港から輸出された。

## 保存車
- キハ183-214・220

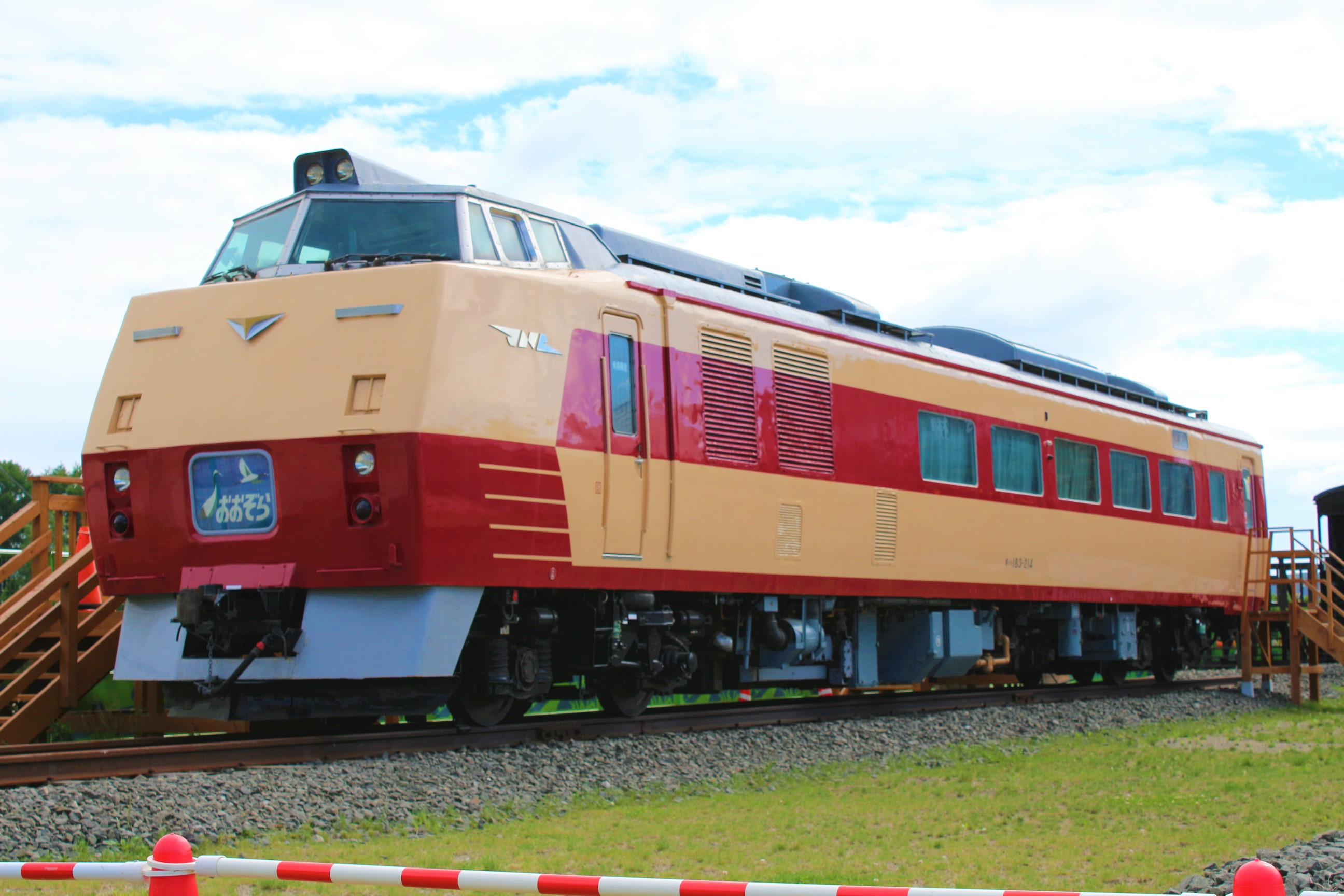
キハ183-214

  - クラウドファンディングにより資金調達が行われ、キハ183-214が北海道安平町の「道の駅あびら D51ステーション」に、キハ183-220が安平町鉄道資料館に保存された[64][65]。いずれも塗装は国鉄特急色に復元された。

- キハ183-5001
  - こちらもクラウドファンディングによる資金調達が成功し、有島記念館での保存が決定した[66]。有島記念館ニセコ鉄道遺産群としてニセコ駅隣接地にて収蔵車庫に収められており、日時限定で収蔵車庫の扉を開けて前頭部のみ公開している[67]。